# Lista stadioanelor de fotbal după țară
Aceasta este lista stadioanelor de fotbal majore, grupate după țară și ordonate după capacitate. Din țări precum SUA, Australia ș.a., sunt incluse doar stadioanele destinate exclusiv pentru fotbal (cele de fotbal american nu sunt listate).

## Argentina
| Stadion                                   | Capacitate | Club                                                     |
| ----------------------------------------- | ---------- | -------------------------------------------------------- |
| Estadio Monumental Antonio V. Liberti     | 65 645     | River Plate                                              |
| Estadio Juan Domingo Perón                | 64 161     | Racing Club                                              |
| Estadio Alberto J. Armando (La Bombonera) | 57 395     | Boca Juniors                                             |
| Estadio Libertadores de América           | 50 100     | Independiente                                            |
| Estadio Ciudad de La Plata                | 50 000     | Estudiantes de La Plata șiGimnasia y Esgrima de La Plata |
| Estadio José Amalfitani                   | 49 747     | Vélez Sársfield                                          |
| Estadio Tomás Adolfo Ducó                 | 48 314     | Huracán                                                  |
| Estadio Olímpico Chateau Carreras         | 46 083     | Talleres, Instituto, Belgrano                            |
| Estadio José Maria Minella                | 43 542     | Aldosivi                                                 |
| Estadio Gigante de Arroyito               | 41 654     | Rosario Central                                          |
| Estadio Lanús                             | 40 320     | Lanús                                                    |
| Estadio Newell's Old Boys                 | 39 557     | Newell's Old Boys                                        |
| Estadio Pedro Bidegain (Nuevo Gasómetro)  | 35 000     | San Lorenzo                                              |
| Estadio Malvinas Argentinas               | 34 875     | Godoy Cruz, San Martín                                   |
| Estadio Ricardo Etcheverry                | 34 268     | Ferro Carril Oeste                                       |
| Estadio León Kolbovskyi                   | 34 000     | Atlanta                                                  |
| Estadio Eduardo Gallardón                 | 33 542     | Los Andes                                                |
| Estadio Florencio Solá                    | 33 351     | Banfield                                                 |
| Estadio Juan Carlos Zerrillo              | 33 000     | Gimnasia y Esgrima de La Plata                           |
| Estadio José Luis Meiszner                | 33 000     | Quilmes Atlético Club                                    |
| Estadio Brigadier Estanislao López        | 32 500     | Colón de Santa Fe                                        |
| Estadio Nueva España                      | 32 200     | Español                                                  |
| Estadio Ciudad de Vicente López           | 32 000     | Platense                                                 |
| Estadio Monumental de Victoria            | 30 000     | Tigre                                                    |
| Estadio Presidente Perón                  | 30 000     | Instituto                                                |
| Estadio Nueva Chicago                     | 28 500     | Nueva Chicago                                            |
| Estadio Diego Armando Maradona            | 24 800     | Argentinos Juniors                                       |
| Estadio 15 de Abril                       | 22 300     | Unión de Santa Fe                                        |
| Stadionul Jorge Luis Hirschi              | 20 000     | Estudiantes de La Plata                                  |

## Armenia
| Stadion            | Capacitate | Club                            |
| ------------------ | ---------- | ------------------------------- |
| Stadionul Hrazdan  | 58 000     | Ararat Yerevan, Kilikia Yerevan |
| Republican Stadium | 15 000     | Pyunik Yerevan                  |
| Stadionul Lori     | 10 000     | Lori Vanadzor, FC Vanadzor      |
| Stadionul Mika     | 8 000      | Mika Yerevan                    |
| Stadionul Banants  | 6 000      | Banants Yerevan                 |

## Australia
Stadioanele A-League:
| Stadion                   | Capacitate | A-League Club                      |
| ------------------------- | ---------- | ---------------------------------- |
| AAMI Park                 | 30 050     | Melbourne Victory, Melbourne Heart |
| ANZ Stadium               | 83 500     | National Team                      |
| Ausgrid Stadium           | 26 164     | Newcastle Jets                     |
| Central Coast Stadium     | 20 119     | Central Coast Mariners             |
| Stadionul Dairy Farmers   | 26 500     | North Queensland Fury              |
| Eithad Stadium            | 53 359     | Melbourne Victory                  |
| Stadionul Hindmarsh       | 16 500     | Adelaide United                    |
| M.E. Stadium              | 20 500     | Perth Glory                        |
| Melbourne Cricket Ground  | 100 108    |                                    |
| Skilled Park              | 27 500     | Gold Coast United                  |
| Suncorp Stadium           | 52 500     | Queensland Roar                    |
| Stadionul Sydney Football | 45 500     | Sydney FC                          |

## Austria
| Stadion                   | Capacitate | Club                      |
| ------------------------- | ---------- | ------------------------- |
| Ernst Happel Stadium      | 48 844     | Austria                   |
| Stadionul Wals Siezenheim | 30 000     | Red Bull Salzburg         |
| Linzer Stadion            | 21 328     | Linzer ASK                |
| Stadionul Gerhard Hanappi | 18 516     | Rapid Viena               |
| Tivoli Neu                | 17 400     | FC Wacker Innsbruck       |
| Pappelstadion             | 17 100     | SV Mattersburg            |
| UPC-Arena                 | 15 400     | Sturm Graz and Grazer AK  |
| Bundesstadion Südstadt    | 12 000     | VfB Admira Wacker Mödling |
| Stadionul Franz Fekete    | 12 000     | Kapfenberger SV           |
| Stadionul Casino          | 11 112     | SW Bregenz                |
| Stadionul Franz Horr      | 11 608     | Austria Viena             |
| Wörtherseestadion         | 11 259     | FC Kärnten                |
| Reichshofstadion          | 10 500     | SC Austria Lustenau       |
| Stadionul Sportklub       | 8 700      | Wiener Sport-Club         |
| Waldstadion (Austria)     | 7 870      | SV Pasching               |
| Fill Metallbau Stadion    | 7 600      | SV Ried                   |
| Stadionul Donawitz        | 6 000      | DSV Leoben                |
| Vorwärts Stadium          | 6 000      | SK Vorwärts Steyr         |

Arnold Schwarzenegger Stadion ex Prater Stadium

## Bahrain
| Stadion                    | Capacitate | Club    |
| -------------------------- | ---------- | ------- |
| Stadionul Bahrain National | 30 000     | Bahrain |

## Bangladesh
| Stadion                            | Capacitate | Club                                                                     |
| ---------------------------------- | ---------- | ------------------------------------------------------------------------ |
| Stadionul Bangabandhu National     | 36 000     | Bangladesh, Dhaka Mohammedan, Dhaka Abahani, Sheikh Jamal, Sheikh Russel |
| Stadionul MA Aziz                  | 20 000     | Chittagong Abahani, Chittagong Mohammedan                                |
| Stadionul Sylhet District          | 16 000     | Beanibazar SC                                                            |
| Stadionul Bangladesh Army          | 15 000     | Bangladesh Army                                                          |
| Bir Shrestha Mostafa Kamal Stadium | 8 000      | Arambagh KS, Farashganj SC, Rahmatganj MFS                               |
| Stadionul Shaheed Salam            | 5 000      | Feni Soccer Club                                                         |
| Stadionul Sheikh Fazlul Haque Mani | 5 000      | Muktijoddha Sangsad KS                                                   |

## Belarus
| Stadion           | Capacitate | Club              |
| ----------------- | ---------- | ----------------- |
| Dinamo Stadium    | 41 000     | Belarus, FC Minsk |
| Stadionul Traktor | 17 600     | FC MTZ-RIPO Minsk |
| Spartak Stadion   | 7 200      | FC Dnepr Mahilyow |

## Belgia
| Stadion                         | Capacitate | Club                          |
| ------------------------------- | ---------- | ----------------------------- |
| Stadionul King Baudouin         | 50 024     | Belgia                        |
| Stade Maurice Dufrasne          | 30 200     | Standard                      |
| Jan Breydelstadion              | 29 042     | Club Brugge and Cercle Brugge |
| Stadionul Constant Vanden Stock | 28 361     | Anderlecht                    |
| Stade du Pays de Charleroi      | 25 149     | Sporting Charleroi            |
| Fénix Stadion                   | 24 604     | Genk                          |
| Bosuilstadion                   | 16 649     | Antwerp FC                    |
| Stade Edmond Machtens           | 15 266     | FC Brussels                   |
| Herman Vanderpoortenstadion     | 14 538     | Lierse                        |
| Achter de Kazerne Stadion       | 13 847     | Mechelen                      |

## Bolivia
| Stadion                           | Capacitate | Club                                              |
| --------------------------------- | ---------- | ------------------------------------------------- |
| Estadio Hernando Siles            | 51 000     | Bolivia, Club Bolívar, The Strongest, La Paz F.C. |
| Estadio Ramón Tahuichi Aguilera   | 40 000     | Oriente Petrolero, Club Blooming, Club Destroyers |
| Estadio Felix Capriles            | 36 000     | Club Jorge Wilstermann, Aurora                    |
| Estadio Olímpico Patria           | 32 000     | Club Universitario                                |
| Estadio Jesús Bermúdez            | 29 000     | Club San José                                     |
| Estadio Mario Mercado Vaca Guzmán | 21 000     | Real Potosí                                       |

## Bosnia și Herțegovina
| Stadion                | Capacitate | Club                                      |
| ---------------------- | ---------- | ----------------------------------------- |
| Asim Ferhatović - Hase | 35 500     | FK Sarajevo and                           |
| Gradski                | 10 000     | FK Borac Banja Luka                       |
| Bijeli Brijeg          | 16 000     | NK Zrinjski Mostar                        |
| Grbavica               | 12 000     | FK Željezničar                            |
| Bilino Polje           | 13 632     | NK Čelik Zenica and Bosnia și Herțegovina |
| Pod Borićima           | 10 000     | NK Jedinstvo Bihać                        |
| Tušanj                 | 12 000     | FK Sloboda Tuzla                          |
| Pecara                 | 8 000      | NK Široki Brijeg                          |

## Botswana
| Stadion                          | Capacitate | Club                                                                          |
| -------------------------------- | ---------- | ----------------------------------------------------------------------------- |
| Stadionul Francistown            | 27 000     | ECCO City Green, TAFIC F.C., and TASC FC                                      |
| Stadionul Botswana National      | 22 500     | Gaborone United, Notwane F.C., Police XI, Township Rollers F.C., and Botswana |
| Stadionul Lobatse                | 20 000     | Extension Gunners, Botswana Meat Commission F.C.                              |
| Stadionul Molepolole             | 15 000     | Mogoditshane Fighters                                                         |
| Stadionul Maun                   | 10 000     |                                                                               |
| Stadionul Mochudi                | 10 000     |                                                                               |
| Stadionul Phikwe                 | 9 000      | F.C. Satmos                                                                   |
| Stadionul University of Botswana | 8 500      | Uniao Flamengo Santos F.C.                                                    |
| Stadionul Serowe                 | 6 000      |                                                                               |
| Stadionul Itekeng                | 5 000      | Miscellaneous SC Serowe                                                       |
| Stadionul Masunga                | 5 000      |                                                                               |
| Stadionul SSKB                   | 5 000      | Botswana Defence Force XI FC                                                  |

## Brazilia
| Stadion                                    | Capacitate | Club                                                   |
| ------------------------------------------ | ---------- | ------------------------------------------------------ |
| Maracanã                                   | 95 000     | Flamengo and Fluminense                                |
| Mineirão                                   | 75 783     | Cruzeiro and Atlético Mineiro                          |
| Morumbi                                    | 75 000     | São Paulo FC                                           |
| Estádio Parque do Sabiá                    | 72 000     | Uberlândia EC                                          |
| Castelão                                   | 70 000     | Sampaio Corrêa                                         |
| Fonte Nova                                 | 68 000     | Bahia                                                  |
| Estádio do Arruda                          | 60 000     | Santa Cruz FC                                          |
| Castelão                                   | 60 000     | Ceará and Fortaleza EC                                 |
| Estádio Serra Dourada                      | 60 000     | Goiás and Vila Nova FC                                 |
| Albertão                                   | 60 000     |                                                        |
| Beira-Rio                                  | 56 000     | Internacional                                          |
| Teixeirão                                  | 55 000     | América-SP                                             |
| Mangueirão                                 | 54 600     | Paysandú and Remo                                      |
| Olímpico Monumental                        | 51 081     | Grêmio                                                 |
| Estádio Mané Garrincha                     | 45 200     | CRB                                                    |
| Estádio do Café                            | 45 000     | Londrina EC                                            |
| Morenão                                    | 45 000     | Operário                                               |
| Estádio Olímpico João Havelange            | 45 000     | Botafogo                                               |
| Verdão                                     | 45 000     |                                                        |
| Vivaldão                                   | 43 000     | América-AM                                             |
| Barradão                                   | 42 000     | Vitória                                                |
| Estádio Ilha do Retiro                     | 40 000     | Sport Recife                                           |
| Almeidão                                   | 40 000     | Botafogo-PB                                            |
| Amigão                                     | 40 000     |                                                        |
| Estádio Eduardo José Farah                 | 38 916     |                                                        |
| Pacaembu                                   | 37 500     | Corinthians and other clubs from the City of São Paulo |
| Estádio Couto Pereira                      | 37 182     | Coritiba                                               |
| São Januário                               | 36 000     | Vasco da Gama                                          |
| Estádio Municipal Radialista Mário Helênio | 35 000     | Tupi FC                                                |
| Pinheirão                                  | 35 000     | Paraná                                                 |
| Kyocera Arena                              | 32 864     | Atlético Paranaense                                    |
| Estádio Santa Cruz                         | 31 527     | Botafogo-SP                                            |
| Estádio Brinco de Ouro                     | 30 800     | Guarani                                                |
| Estádio Centenário                         | 30 000     | Caxias                                                 |
| Ipatingão                                  | 30 000     | Ipatinga FC                                            |
| Parque Antártica                           | 28 599     | Palmeiras                                              |
| Machadão                                   | 28 000     | ABC                                                    |
| Estádio Barão de Serra Negra               | 26 528     | XV de Novembro                                         |
| Estádio Rei Pelé                           | 25 000     | CR Brasil and CSA                                      |
| Uberabão                                   | 25 000     | Uberaba SC                                             |
| Estádio Major José Levy Sobrinho           | 23 475     | Inter de Limeira                                       |
| Estádio Lourival Baptista                  | 22 000     | Confiança                                              |

Note: Many of these capacities are 'standing capacities' not seated capacity

## Bulgaria
| Stadion                            | Capacitate | Club                 |
| ---------------------------------- | ---------- | -------------------- |
| Stadionul Vasil Levski National    | 43 500     | Bulgaria             |
| Stadionul Ovcha Kupel              | 32 000     | Slavia Sofia         |
| Stadionul Gradski                  | 30 000     | Dunav Ruse           |
| Stadionul Hristo Botev (Vratsa)    | 30 000     | Botev Vratsa         |
| Stadionul Georgi Asparuhov         | 29 500     | Levski Sofia         |
| Stadionul Beroe                    | 25 000     | Beroe Stara Zagora   |
| Stadionul Chernomorets             | 25 000     | Chernomorets Burgas  |
| Stadionul Panayot Volov            | 25 000     | FC Shumen            |
| Stadionul Naftex                   | 25 000     | Naftex Burgas        |
| Stadionul Balgarska Armiya         | 24 000     | CSKA Sofia           |
| Stadionul Hristo Botev (Plovdiv)   | 22 000     | Botev Plovdiv        |
| Stadionul Lokomotiv (Plovdiv)      | 20 000     | Lokomotiv Plovdiv    |
| Stadionul Haskovo                  | 20 000     | Haskovo              |
| Stadionul Septemvri (Sofia)        | 20 000     | Septemvri Sofia      |
| Stadionul Ivaylo                   | 18 000     | Etar Veliko Turnovo  |
| Stadionul Lokomotiv (Sofia)        | 17 000     | Lokomotiv Sofia      |
| Stadionul Pleven                   | 15 000     | Spartak Pleven       |
| Stadionul Hadzhi Dimitar           | 15 000     | Sliven               |
| Stadionul Hristo Botev (Gabrovo)   | 13 000     | Yantra Gabrovo       |
| Stadionul Ticha                    | 12 000     | Cherno More Varna    |
| Stadionul Georgi Benkovski         | 12 000     | Hebar Pazardzhik     |
| Stadionul Lokomotiv (Ruse)         | 10 000     | Lokomotiv Ruse       |
| Stadionul Hristo Botev (Botevgrad) | 8 000      | PFC Balkan Botevgrad |
| Stadionul Lovech                   | 8 000      | Litex Lovech         |
| Stadionul Iskar                    | 7 000      | Rilski Sportist      |
| Stadionul Ogosta                   | 7 000      | Montana              |

## Cambodgia
| Stadion                             | Capacitate | Club                                                                  |
| ----------------------------------- | ---------- | --------------------------------------------------------------------- |
| Phnom Penh National Olympic stadium | 50 000     | Cambodgia national football team and Phnom Penh Crown FC              |
| Old stadium                         | 7 000      | football matches Cambodgian League and National Defense Ministry F.C. |

## Cameroon
| Stadion                         | Capacitate | Club                                                                |
| ------------------------------- | ---------- | ------------------------------------------------------------------- |
| Stade Omnisports Ahmadou Ahidjo | 52 000     | Cameroon national football team, Tonnerre Yaoundé and Canon Yaoundé |
| Stade de la Réunification       | 30 000     | Union Douala                                                        |
| Stade Omnisports Roumdé Adjia   | 22 000     | Coton Sport Garoua                                                  |
| Stade Municipal                 | 20 000     | Panthère du Ndé                                                     |

## Canada
Note that this list includes only soccer-specific stadiums
| Stadion                        | Capacitate | Club                                                 |
| ------------------------------ | ---------- | ---------------------------------------------------- |
| BMO Field                      | 20 000     | Toronto FC                                           |
| Stadionul Saputo               | 13 500     | Montreal Impact                                      |
| Stadionul Whitecaps Waterfront | 15 000     | Vancouver Whitecaps (future, opening date uncertain) |
| King George V Park             | 10 000     | Memorial University Seahawks                         |

## China
| Stadion                         | Capacitate | Club                                                         |
| ------------------------------- | ---------- | ------------------------------------------------------------ |
| Stadionul Beijing National      | 91 000     | -                                                            |
| Beijing Worker's Stadium        | 72 000     | Beijing Hyundai (Until the stadium underwent reconstruction) |
| Stadionul Shenyang Olympic      | 70 000     | Shenyang Ginde FC                                            |
| Qingdao Yizhong Center          | 60 000     | Qingdao Aojuma                                               |
| Chongqing Olympic Sports Center | 58 680     | Chongqing Qiche                                              |
| Dalian People's Stadium         | 55 000     | Dalian Shide                                                 |
| Stadionul Jiaodaruisun          | 51 000     | Shaanxi Lijun Guoli                                          |
| Yanji People's Stadium          | 50 000     | Yangbian                                                     |
| Stadionul Hong Kong             | 44 000     | Hong Kong National Football Team                             |
| Stadionul Shenzhen              | 33 000     | Shenzhen Kingway                                             |
| Estádio Campo Desportivo        | 15 000     | Macau National Football Team                                 |
| Siu Sai Wan Sports Ground       | 14 000     | Hong Kong National Football Team                             |
| Hong Kong Football Club Stadium | 3 750      | HKFC                                                         |
| Stadionul Mong Kok              | 8 500      | Hong Kong National Football Team                             |
| Stadionul Caroline Hill         | 5 000      | South China Football Team                                    |

## Chile
| Stadion                                 | Capacitate | Club                                           |
| --------------------------------------- | ---------- | ---------------------------------------------- |
| Estadio Nacional                        | 76 500     | Chile, Universidad de Chile                    |
| Estadio Monumental David Arellano       | 65 000     | Colo-Colo                                      |
| Estadio Municipal de Concepción         | 35 000     | Deportes Concepción, Universidad de Concepción |
| Estadio Regional de Antofagasta         | 26 500     | Club de Deportes Antofagasta                   |
| Estadio Santa Laura                     | 25 000     | Unión Española                                 |
| Municipal de Calama                     | 20 180     | Cobreloa                                       |
| Estadio San Carlos de Apoquindo         | 20 000     | Club Deportivo Universidad Católica            |
| Estadio Municipal Nelson Oyarzún Arenas | 20 000     | Ñublense                                       |
| Estadio El Teniente                     | 20 000     | O´Higgins                                      |
| Estadio Santa Laura                     | 20 000     | Unión Española                                 |
| Estadio Francisco Sánchez Rumoroso      | 15 000     | Coquimbo Unido                                 |

## Columbia
| Stadion                        | Capacitate | Club                                      |
| ------------------------------ | ---------- | ----------------------------------------- |
| Deportivo Cali                 | 52 000     | Deportivo Cali                            |
| Metropolitano Roberto Meléndez | 49 612     | Atlético Junior                           |
| Nemesio Camacho - El Campín    | 45 600     | Independiente Santa Fe, Millonarios       |
| Atanasio Girardot              | 45 000     | Independiente Medellín, Atlético Nacional |
| General Santander              | 45 000     | Cúcuta Deportivo                          |
| Pascual Guerrero               | 35.312     | América de Cali                           |
| Alfonso López                  | 33 000     | Atlético Bucaramanga                      |
| Palogrande                     | 33 000     | Once Caldas                               |
| Manuel Murillo Toro            | 31 000     | Deportes Tolima                           |
| Hernán Ramírez Villegas        | 30 313     | Deportivo Pereira                         |
| Centenario                     | 29 000     | Deportes Quindío                          |
| Jaime Morón León               | 25 000     | Real Cartagena                            |
| Eduardo Santos                 | 23 000     | Unión Magdalena                           |
| Guillermo Plazas Alcid         | 22 000     | Atlético Huila                            |
| Doce de Octubre                | 16 000     | Cortuluá                                  |
| Polideportivo Sur              | 12 000     | Envigado                                  |
| Libertad                       | 10 500     | Deportivo Pasto                           |
| Techo                          | 10 000     | La Equidad                                |
| La Independencia               | 8 500      | Boyacá Chicó F.C., Patriotas FC           |
| Fernando Mazuera               | 25 000     | Expreso Rojo                              |
| Compensar                      | 15 000     | Academia F.C.                             |

## Croația
| Stadion                  | Capacitate | Club                      |
| ------------------------ | ---------- | ------------------------- |
| Stadionul Maksimir       | 40 030     | Croația and Dinamo Zagreb |
| Poljud Stadium           | 39 941     | Hajduk Split              |
| Rujevica Stadion         | 34 000     | NK Rijeka (to be built)   |
| Gradski Vrt Stadium      | 19 500     | NK Osijek                 |
| Stadionul Cibalia        | 12 100     | HNK Cibalia               |
| Stadion Kranjčevićeva    | 12 000     | NK Zagreb                 |
| Stadionul Kantrida       | 10 500     | NK Rijeka                 |
| Stadion Anđelko Herjavec | 9 500      | NK Varaždin               |

## Cipru
| Stadion                        | Capacitate | Club                                             |
| ------------------------------ | ---------- | ------------------------------------------------ |
| Stadionul Neo GSP              | 20 000     | AC Omonia, APOEL F.C., Olympiakos Nicosia, Cipru |
| Stadionul Makario              | 16 000     | Digenis Morphou                                  |
| Stadionul Tsirion (G.S.O.)     | 16 000     | Apollon Limassol, AEL FC, Aris Limassol F.C.     |
| Stadionul Neo GSZ              | 12 000     | AEK Larnaca                                      |
| Stadionul Antonis Papadopoulos | 12 000     | Anorthosis Famagusta                             |
| Stadionul Ammochostos          | 8 000      | Nea Salamis Famagusta FC                         |
| Stadionul Pafiako              | 6 500      | AEP Paphos                                       |
| Stadionul Paralimni            | 6 500      | E.N.Paralimni                                    |
| Stadionul Dasaki               | 4 000      | Ethnikos Achna FC                                |

## Cehia
| Stadion                            | Capacitate | Club                                                                  |
| ---------------------------------- | ---------- | --------------------------------------------------------------------- |
| Stadionul Strahov                  | 220 000    | Defunct, AC Sparta Prague training area, biggest stadium in the world |
| Synot Tip Arena                    | 21 000     | Slavia Prague                                                         |
| Generali Arena                     | 20 854     | Cehia and AC Sparta Prague                                            |
| Stadion Evžena Rosického           | 19 032     | AC Sparta Prague B                                                    |
| Na Stínadlech                      | 18 221     | Teplice                                                               |
| Bazaly                             | 17 372     | Baník Ostrava                                                         |
| Městský stadion                    | 15 163     | FC Vítkovice                                                          |
| Andrův stadion                     | 12 541     | Sigma Olomouc                                                         |
| Stadion města Plzně                | 12 500     | FC Viktoria Plzeň                                                     |
| Městský fotbalový stadion Srbská   | 10 785     | Brno                                                                  |
| Stadion u Nisy                     | 9 900      | Slovan Liberec                                                        |
| Na Litavce                         | 9 100      | FK Marila Příbram                                                     |
| Stadion Juliska                    | 8 150      | FK Dukla Prague                                                       |
| Městský fotbalový stadion          | 8 121      | 1. FC Slovácko                                                        |
| Stadion v Městských sadech         | 7 758      | SFC Opava                                                             |
| Fotbalový stadion Josefa Masopusta | 7 500      | FK SIAD Most                                                          |
| Ďolíček                            | 7 500      | Bohemians 1905                                                        |
| Stadion Střelecký ostrov           | 6 746      | SK Dynamo České Budějovice                                            |
| Letná Stadion                      | 6 375      | FC Fastav Zlín                                                        |
| Stadion Střelnice                  | 6 280      | FK Baumit Jablonec                                                    |
| Stadion Kollárova ulice            | 6 000      | FC Graffin Vlašim                                                     |
| FK Viktoria Stadion                | 5 600      | FK Viktoria Žižkov                                                    |
| Městský stadion                    | 5 000      | FK Mladá Boleslav                                                     |
| Letní stadion                      | 4 800      | FC Chomutov                                                           |
| Stadion v Jiráskově ulici          | 4 025      | FC Vysočina Jihlava                                                   |
| Stadion Františka Kloze            | 4 000      | SK Kladno                                                             |
| Městský stadion                    | 3 000      | FK Ústí nad Labem                                                     |

## Danemarca
| Stadion               | Capacitate | Club                       |
| --------------------- | ---------- | -------------------------- |
| Parken                | 42 305     | Danemarca and FC København |
| Brøndby Stadium       | 29 000     | Brøndby IF                 |
| NRGi Park             | 20 200     | AGF                        |
| Aalborg Stadion       | 16 000     | AaB                        |
| Fionia Park           | 15 761     | OB                         |
| Vejle Stadion         | 15 000     | Vejle BK                   |
| Esbjerg Idrætspark    | 13 282     | Esbjerg fB                 |
| Essex Park Randers    | 12 000     | Randers FC                 |
| SAS Arena             | 11 809     | FC Midtjylland             |
| Farum Park            | 10 000     | FC Nordsjælland            |
| Viborg Stadion        | 9 566      | Viborg FF                  |
| Silkeborg Stadion     | 9 200      | Silkeborg IF               |
| Forum Horsens Stadion | 6 000      | AC Horsens                 |

## Estonia
| Stadion                             | Capacitate | Club                      |
| ----------------------------------- | ---------- | ------------------------- |
| Kalevi Keskstaadion                 | 12 000     | JK Kalev Tallinn          |
| A. Le Coq Arena (Lilleküla Stadium) | 9 692      | Estonia, FC Flora Tallinn |
| Stadionul Kadrioru                  | 5 000      | FC Levadia Tallinn        |
| Stadionul Narva Kreenholmi          | 3 000      | JK Trans Narva            |
| Viljandi linnastaadion              | 2 506      | JK Viljandi Tulevik       |
| Rakvere linnastaadion               | 2 500      | Rakvere JK Tarvas         |
| Kohtla-Järve Spordikeskuse staadion | 2 200      | FC Lootus Kohtla-Järve    |
| Kuressaare linnastaadion            | 2 000      | FC Kuressaare             |
| Sillamäe Kalevi Stadium             | 2 000      | JK Sillamäe Kalev         |
| Stadionul Tamme                     | 1 600      | JK Tammeka Tartu          |
| Pärnu Kalevi Stadium                | 1 500      | JK Vaprus Pärnu           |
| Stadionul Hiiu                      | 500        | JK Nõmme Kalju            |
| Jõhvi linnastaadion                 | 500        | Jõhvi JK Orbiit           |
| Sportland Arena                     | 500        |                           |
| Valga Keskstaadion                  | 452        | FC Valga Warrior          |
| Paide linnastaadion                 | 268        | Paide Linnameeskond       |

## Finlanda
| Stadion                                     | Capacitate | Club                       |
| ------------------------------------------- | ---------- | -------------------------- |
| Stadionul Helsinki Olympic (Olympiastadion) | 40 000     | Finlanda                   |
| Ratina Stadion                              | 17 000     | Tampere United             |
| Lahden Stadion                              | 14 500     | FC Lahti                   |
| Keskusurheilukenttä Stadion                 | 14 500     | Kouvolan Sudet             |
| Stadionul Pori                              | 12 300     | FC Jazz                    |
| Stadionul Raatti                            | 12 000     | OLS/Tervarit               |
| Stadionul Finnair                           | 10 770     | HJK Helsinki               |
| Veritas Stadion                             | 9 000      | FC Inter, Turun Palloseura |
| Tehtaan kenttä                              | 6 400      | FC Haka                    |
| Kaarlen Kenttä                              | 5 500      | FC Kiisto                  |
| Tammela Stadion                             | 5 040      | PP-70, TPV                 |
| Kuopion keskuskenttä                        | 5 000      | KuPS                       |
| Arto Tolsa Areena                           | 4 780      | KooTeePee                  |
| Pohjola Stadion                             | 4 700      | AC Allianssi               |
| Hietalahti                                  | 4 300      | VPS                        |
| Saviniemi                                   | 4 067      | MyPa                       |
| Kaurialan Kenttä                            | 4 000      | FC Hämeenlinna             |
| Tapiolan Urheilupuisto                      | 4 000      | FC Honka                   |
| Wiklöf Holding Arena                        | 4 000      | IFK Mariehamn              |
| Keskuskenttä                                | 4 000      | RoPS                       |
| Keskuskenttä                                | 4 000      | FF Jaro                    |
| Urheilupuisto                               | 3 892      | Mikkelin Palloilijat       |

## Franța
| Stadion                 | Capacitate | Club                                    |
| ----------------------- | ---------- | --------------------------------------- |
| Stade de Franța         | 80 000     | Franța                                  |
| Stade Vélodrome         | 60 013     | Marseille (expanding to 80 000 in 2009) |
| Parc des Princes        | 48 712     | PSG                                     |
| Stade de Gerland        | 43 051     | Lyon                                    |
| Stade Félix Bollaert    | 41 233     | Lens                                    |
| Stade de la Beaujoire   | 38 500     | Nantes                                  |
| Stadium de Toulouse     | 37 000     | Toulouse                                |
| Stade Geoffroy-Guichard | 36 000     | St.-Étienne                             |
| Stade Chaban-Delmas     | 35 200     | Girondins de Bordeaux                   |

## Georgia
| Stadion                    | Capacitate | Club                  |
| -------------------------- | ---------- | --------------------- |
| Stadionul Boris Paichadze  | 55 000     | FC Dinamo Tbilisi     |
| Stadionul Mikheil Meskhi   | 24 680     | FC Lokomotivi Tbilisi |
| Stadionul Temur Burjanadze | 8 230      | FC Dila Gori          |

## Germania
| Stadion                                             | Capacitate | Clubs/Teams                      |
| --------------------------------------------------- | ---------- | -------------------------------- |
| Signal Iduna Park, formerly Westfalenstadion        | 81 264     | Borussia Dortmund                |
| Berliner Olympiastadion                             | 76 000     | Hertha BSC Berlin                |
| Allianz Arena                                       | 71 000     | Bayern München, TSV 1860 München |
| Münchner Olympiastadion                             | 69 250     | Vacant                           |
| Veltins-Arena, formerly Arena AufSchalke            | 61 482     | Schalke 04                       |
| Mercedes-Benz Arena, formerly Neckarstadion         | 60 441     | VfB Stuttgart                    |
| HSH Nordbank Arena, formerly Volksparkstadion       | 57 000     | Hamburger SV                     |
| BoRusia-Park                                        | 54 019     | Borussia Mönchengladbach         |
| Commerzbank-Arena, formerly Waldstadion             | 52 000     | Eintracht Frankfurt              |
| Esprit Arena                                        | 51 500     | Fortuna Düsseldorf               |
| RheinEnergieStadion, formerly Müngersdorfer Stadion | 50 374     | 1. FC Köln                       |
| AWD-Arena, formerly Niedersachsenstadion            | 49 000     | Hannover 96                      |
| Fritz-Walter-Stadion, formerly Betzenberg           | 48 500     | Kaiserslautern                   |
| EasyCredit-Stadion, formerly Frankenstadion         | 47 500     | Nürnberg                         |
| Red Bull Arena, formerly Zentralstadion             | 44 300     | RB Leipzig                       |
| Weserstadion                                        | 43 000     | Werder Bremen                    |
| rewirpowerSTADION, formerly Ruhrstadion             | 33 000     | VfL Bochum                       |
| Tivoli                                              | 32 960     | Alemannia Aachen                 |
| Rosenaustadion                                      | 32 354     | FC Augsburg                      |
| Wildparkstadion                                     | 32 306     | Karlsruher SC                    |
| MSV Arena, formerly Wedaustadion                    | 31 500     | MSV Duisburg                     |
| Rhein-Neckar-Arena                                  | 30 000     | 1899 Hoffenheim                  |
| Volkswagen Arena                                    | 30 000     | VfL Wolfsburg                    |
| DKB-Arena, formerly Ostseestadion                   | 29 000     | F.C. Hansa Rostock               |
| Carl-Benz-Stadion                                   | 27 000     | SV Waldhof Mannheim              |
| Schüco Arena, formerly Alm                          | 26 601     | Arminia Bielefeld                |
| Badenova-Stadion, formerly Dreisamstadion           | 25 000     | Freiburg                         |
| Rudolf-Harbig-Stadion, formerly Dynamo-Stadion      | 23 767     | Dynamo Dresden                   |
| Böllenfalltor Stadion                               | 23 000     | SV Darmstadt 98                  |
| Georg-Melches-Stadion                               | 22 500     | Rot-Weiss Essen                  |
| BayArena, formerly Ulrich-Haberland-Stadion         | 30 000     | Bayer Leverkusen                 |
| Millerntor-Stadion, formerly Wilhelm-Koch-Stadion   | 20 735     | FC St. Pauli                     |
| Stadion am Bruchweg                                 | 20 300     | Mainz 05                         |

## Ghana
| Stadion                        | Capacitate | Club                                                      | Comments |
| ------------------------------ | ---------- | --------------------------------------------------------- | -------- |
| Stadionul Ohene Djan           | 40 000     | Hearts of Oak Ghana national football team Great Olympics |          |
| Baba Yara stadium              | 40 500     | Asante Kotoko King Faisal Babes                           |          |
| Stadionul Len Clay             | 30 000     | Ashanti Gold SC                                           |          |
| Stadionul Tamale               | 21 000     | Real Tamale United                                        |          |
| Stadionul Essipong             | 20 000     | Sekondi Wise Fighters                                     |          |
| Stadionul Robert Mensah Sports | 15 000     | Ebusua Dwarfs                                             |          |
| Gyandu Park                    | 15 000     | Sekondi Hasaacas FC                                       |          |
| Stadionul Abrankese            | 12 000     | Kessben F.C.                                              |          |

## Grecia
| Stadion                                                 | Capacitate | Club                    | Comments |
| ------------------------------------------------------- | ---------- | ----------------------- | --- |
| Olympic Stadium                                         | 74 767     | AEK Atena Panathinaikos | |
| Stadionul Karaiskakis                                   | 33 334     | Olympiacos              | |
| Stadionul Toumba                                        | 28 701     | PAOK                    | |
| Kaftanzoglio                                            | 28 028     | Iraklis                 | |
| Stadionul Pankritio                                     | 26 400     | Ergotelis               | |
| Stadionul Pampeloponnisiako (National Stadium of Patra) | 23 588     | none                    | It belongs to "General Secretariat of Sports". It had been used during the Olympic Games. Panachaiki and Patraikos used it for a few games, too. |
| Stadionul Kleanthis Vikelides                           | 22 800     | Aris Thessaloniki F.C.  | |
| Stadionul Panthessaliko                                 | 22 700     | Niki Volou FC           | |
| Apostolos Nikolaidis (Stadium of Leoforos)              | 16 620     | Panathinaikos           | Olympic Stadium (Spyros Louis) is Panathinaikos official stadium for the upcoming season                                                         |
| Stadionul Trikala                                       | 15 000     | A.O. Trikala            | |
| Alkazar                                                 | 14 848     | Larisa                  | |
| Stadionul Georgios Kamaras (Rizoupoli's Stadium)        | 14 200     | Apollon Smyrnis         | |
| Stadionul Kavala                                        | 14 000     | Kavala FC               | 12 500 seated |
| Stadium of Volos                                        | 12 000     | Olympiakos Volos        | |
| Stadionul Nea Smyrni                                    | 11 700     | Panionios               | |
| Stadionul Kostas Davourlis                              | 11 321     | Panachaiki              | |
| Stadionul Veria                                         | 11 000     | Veria FC                | 9 300 seated |
| Stadium of Serres                                       | 10 000     | Panserraikos            | |
| Stadionul Peristeri                                     | 10 000     | Atromitos               | |
| Stadionul Pyrgos                                        | 6 750      | Paniliakos              | |
| Stadionul Municipal of Mytilene                         | 5 500      | Aiolikos                | |
| Stadionul Kallithea                                     | 5 000      | Kallithea FC            | Gregoris Lambrakis Municipal Stadium |
| Kozani Municipal Stadium                                | 4 000      | Kozani FC               | |

## Ungaria
| Stadion                               | Capacitate | Club                                                              |
| ------------------------------------- | ---------- | ----------------------------------------------------------------- |
| Stadion Puskás Ferenc                 | 68 976     | Ungaria national football team                                    |
| Debrecen Stadion (under construction) | 35 000     | Debreceni VSC* actual stadion is the Stadion Oláh Gábor Út 10 200 |
| DVTK Stadion                          | 22 000     | Diósgyőri VTK                                                     |
| Stadion ETO                           | 20 000     | Győri ETO FC                                                      |
| Stadion Sóstói                        | 20 000     | FC Fehérvár                                                       |
| Stadion Albert Flórián                | 18 100     | Ferencvárosi TC                                                   |
| Stadion Rudolf Illovszky              | 18 000     | Vasas SC                                                          |
| Városi Stadion (Nyíregyháza)          | 16 500     | Nyíregyháza Spartacus                                             |
| Városi Stadion (Tatabánya)            | 15 500     | FC Tatabánya                                                      |
| Dunaferr Arena                        | 15 000     | Dunaújváros FC                                                    |
| Stadionul Szusza Ferenc               | 13 501     | Ujpest FC                                                         |
| Stadion Hidegkuti Nándor              | 12 700     | MTK Hungária                                                      |
| ZTE Arena                             | 12 500     | Zalaegerszegi TE                                                  |
| Stadion Rohonci Ut                    | 12 000     | Szombathelyi Haladás                                              |
| Révesz Géza Stadion                   | 10 500     | BFC Siófok                                                        |
| Stadion Városi Vác                    | 10 500     | Vác-Újbuda LTC                                                    |
| Stadion Budai II. Laszló              | 10 000     | Rákospalotai EAC                                                  |
| Szektói Stadion                       | 8 000      | Kecskeméti TE                                                     |
| Stadion Kaposvár Rákoczi              | 7 500      | Kaposvári Rákóczi FC                                              |
| Bozsik Stadion                        | 7 200      | Budapest Honvéd FC                                                |
| Stadion PMFC                          | 7 160      | Pécsi MFC                                                         |
| Stadion Városi                        | 5 200      | MFC Sopron                                                        |
| Stadion PSE                           | 5 000      | Paksi SE                                                          |

## India
| Stadion                  | Capacitate | Club                                              |
| ------------------------ | ---------- | ------------------------------------------------- |
| Stadionul Salt Lake      | 120 000    | East Bengal Club, Mohun Bagan A.C., Mohammedan SC |
| Jawaharlal Nehru Stadium | 78 000     | some local National Football League matches       |
| Jawaharlal Nehru Stadium | 60 000     | FC Kochin, Viva Kerala                            |
| Jawaharlal Nehru Stadium | 40 000     | Indian Bank                                       |
| Bangalore Stadium        | 15 000     | HAL                                               |

## Indonezia
| Stadion                                      | Capacitate | Club                       |
| -------------------------------------------- | ---------- | -------------------------- |
| Stadionul Gelora Bung Karno (Jakarta)        | 88 305     | Indonezia, Persija Jakarta |
| Stadionul Gelora Sepuluh Nopember (Surabaya) | 55 000     | Persebaya Surabaya         |
| Stadionul Kanjuruhan (Malang)                | 50 000     | Arema Malang               |
| Stadionul Jalak Harupat Soreang (Bandung)    | 50 000     | Persikab Bandung Regency   |
| Stadionul Lagaligo (Palopo)                  | 45 000     | Gaspa Palopo               |
| Stadionul Jakabaring (Palembang)             | 45 000     | Sriwijaya FC Palembang     |
| Stadionul Delta (Sidoarjo)                   | 45 000     | Deltras Sidoarjo           |
| Stadionul Palaran (Samarinda)                | 45 000     | Persisam Samarinda         |
| Stadionul Teladan (Medan)                    | 40 000     | PSMS                       |
| Stadionul Mattoangin (Makassar)              | 35 000     | PSM Makassar               |

## Iran
| Stadion                        | Capacitate | Club                               |
| ------------------------------ | ---------- | ---------------------------------- |
| Stadionul Azadi                | 100 000    | Iran men, Esteghlal and Persepolis |
| Stadionul Nagshe Jahan         | 75 000     | Sepahan                            |
| Stadionul Yadegare Imam        | 66 833     | Tractor Sazi                       |
| Stadionul Ghadir               | 51 000     | Foolad                             |
| Stadionul parse mianroud       | 50 000     | fajr sepasi                        |
| Stadionul Azadiye              | 40 000     | Iran women                         |
| Stadionul Samen                | 35 000     | Abomoslem                          |
| Takhti Stadium (Tehran)        | 30 000     | —                                  |
| Stadionul foolad               | 27 000     | foolad khuzestan                   |
| Stadionul Shahid Shiroudi      | 20 000     | —                                  |
| Takhti Stadium (Ahvaz)         | 15 000     | Esteghlal Ahvaz                    |
| Dr. Azodi Stadium              | 15 000     | Damash                             |
| Stadionul Hafezieh             | 15 000     | Fajr Sepasi                        |
| Stadionul Nasiri               | 15 000     | Tabiat Badani Yazd                 |
| Takhti Stadium (Bandar Anzali) | 15 000     | Malavan                            |
| Takhti Stadium (Tabriz)        | 15 000     | Shahrdari Tabriz, Machine Sazi     |
| Stadionul Enghelab (Karaj)     | 15 000     | Saipa                              |
| Stadionul Sardar Jangal        | 15 000     | Damash Gilan                       |
| Yadegar-e Emam Stadium (Qom)   | 12 000     | Saba Qom F.C.                      |
| Stadionul Fooladshahr          | 12 000     | Zob Ahan                           |
| Stadionul Rah Ahan             | 12 000     | Rah Ahan                           |
| Takhti Stadium (Abadan)        | 10 000     | Sanat Naft                         |
| Stadionul Shahid Dastgerdi     | 8 250      | Iran U-20                          |
| Stadionul Shohada              | 6 000      | Shemushack Noshahr                 |
| Stadionul Iran Khodro          | 2 000      | Paykan                             |

## Irak
| Stadion                               | Capacitate | Club                        |
| ------------------------------------- | ---------- | --------------------------- |
| Al-Shaab Stadium (Baghdad)            | 50 000     | Irak national football team |
| Stadionul Franso Hariri (Arbil)       | 40 000     | Arbil FC                    |
| Stadionul Kirkuk Olympic (Kirkuk)     | 30 000     | Kirkuk FC                   |
| Stadionul Maysan (Al Amarah)          | 25 000     | Maysan FC                   |
| Stadionul Al Zawraa (Baghdad)         | 20 000     | Al-Zawraa                   |
| Stadionul Tikrit (Tikrit)             | 20 000     | Salah ad Din FC             |
| Al Mina'a Stadium (Basrah)            | 15 000     | Al-Minaa, Naft Al-Janoob    |
| Stadionul Al Ramadi (Al Ramadi)       | 15 000     | Al-Ramadi FC                |
| Stadionul An Najaf (Al Najaf)         | 12 000     | Najaf FC, Kufa FC           |
| Stadionul Sulaymaniyah (Sulaymaniyah) | 12 000     | Sulaymaniyah FC, New Sirwan |
| Stadionul Al Hilla (Al Hillah)        | 10 000     | Babil FC, Al Hilla FC       |
| Stadionul Al Talaba (Baghdad)         | 10 000     | Al-Talaba                   |
| Stadionul Samaraa (Samarra)           | 10 000     | Samaraa FC                  |
| Al Ba'quba Stadium (Diyala)           | 10 000     | Diyala FC                   |
| Stadionul Duhok (Duhok)               | 10 000     | Duhok FC, Peris FC          |
| Stadionul Al Shorta (Baghdad)         | 7 000      | Al-Shorta                   |
| Stadionul Al Karkh (Baghdad)          | 6 000      | Al-Karkh                    |
| Al Sina'a Stadium (Baghdad)           | 6 000      | Al-Sinaa                    |
| Stadionul Al Jaish (Baghdad)          | 6 000      | Al-Jaish (Irak)             |
| Stadionul Al Naft (Baghdad)           | 3 000      | Al-Naft                     |

## Irlanda
| Stadion          | Capacitate | Club                  |  |
| ---------------- | ---------- | --------------------- |  |
| Stadionul Aviva  | 51 700     | FAI, IRFU             |  |
| Dalymount Park   | 12 200     | Bohemian F.C.         |  |
| Tolka Park       | 9 700      | Shelbourne F.C.       |  |
| Turners Cross    | 9 000      | Cork City F.C.        |  |
| Richmond Park    | 7 000      | St Patricks Athletic  |  |
| Carlisle Grounds | 7 000      | Bray Wanderers A.F.C. |  |
| Oriel Park       | 6 000      | Dundalk F.C.          |  |
| The Showgrounds  | 5 500      | Sligo Rovers F.C      |  |
| Station Road     | 2 500      | Kildare County F.C.   |  |

## Israel
| #  | Stadion                        | Capacitate | Home team(s)                                          |
| -- | ------------------------------ | ---------- | ----------------------------------------------------- |
| 1  | Stadionul Ramat Gan            | 13 370     |                                                       |
| 2  | Stadionul Teddy                | 31 733     | Beitar Jerusalem, Hapoel Jerusalem                    |
| 3  | Stadionul Bloomfield           | 29 150     | Bnei Yehuda, Hapoel Tel Aviv, Maccabi Tel Aviv        |
| 4  | Stadionul Kiryat Eliezer       | 14 002     | Hapoel Haifa, Maccabi Haifa                           |
| 5  | Stadionul Netanya              | 13 610     | Maccabi Netanya                                       |
| 6  | Stadionul Vasermil             | 13 000     | Hapoel Be'er Sheva, Maccabi Be'er Sheva               |
| 7  | Stadionul HaMoshava            | 11 500     | Hapoel Petah Tikva, Maccabi Petah Tikva               |
| 8  | Stadionul Sala                 | 5 250      | Hapoel Ashkelon                                       |
| 9  | Stadionul Doha                 | 08 500     | Ahva Arraba, Bnei Sakhnin                             |
| 10 | Herzliya Stadium               | 08 100     | Hapoel Herzliya, Maccabi Herzliya                     |
| 11 | Yud-Alef Stadium               | 07 800     | F.C. Ashdod                                           |
| 12 | Stadionul Winter               | 08 000     | Hakoah Amidar Ramat Gan, Hapoel Ramat Gan             |
| 13 | Stadionul Hatikva Neighborhood | 06 500     | Beitar Tel Aviv Ramla, Bnei Yehuda Tel Aviv Under-21s |
| 14 | Stadionul Haberfeld            | 06 000     | Hapoel Rishon LeZion                                  |
| 15 | Stadionul Levita               | 05 800     | Beitar Kfar Saba, Hapoel Kfar Saba                    |

## Italia
| #  | Stadion                        | Capacitate | Locație                  | Regiune                     | Echipă                   | Deschis |
| -- | ------------------------------ | ---------- | ------------------------ | --------------------------- | ------------------------ | ------- |
| 1  | Stadio Giuseppe Meazza         | 80 074     | Milano                   | Lombardy                    | AC Milan, Inter & Italia | 1927    |
| 2  | Stadio Olimpico                | 72 700     | Roma                     | Lazio                       | Roma, Lazio & Italia     | 1952    |
| 3  | Stadio San Paolo               | 60 240     | Napoli                   | Campania                    | Napoli                   | 1959    |
| 4  | Stadio San Nicola              | 58 248     | Bari                     | Apulia                      | Bari                     | 1990    |
| 5  | Stadio Artemio Franchi         | 47 282     | Florența                 | Tuscany                     | Fiorentina               | 1931    |
| 6  | Stadio Flaminio                | 42 000     | Roma                     | Lazio                       | Atletico Roma            | 1957    |
| 7  | Stadio Friuli                  | 41 652     | Udine                    | Friuli-Venezia Giulia       | Udinese                  | 1976    |
| 8  | Stadionul Juventus             | 41 000     | Torino                   | Piedmont                    | Juventus                 | 2011    |
| 9  | Stadio San Filippo             | 40 200     | Messina                  | Sicily                      | Messina                  | 2004    |
| 10 | Stadio Renato Dall'Ara         | 39 444     | Bologna                  | Emilia-Romagna              | Bologna                  | 1927    |
| 11 | Stadio Marc'Antonio Bentegodi  | 39 211     | Verona                   | Veneto                      | Chievo and Verona        | 1963    |
| 12 | Stadio Renzo Barbera           | 37 619     | Palermo                  | Sicily                      | Palermo                  | 1932    |
| 13 | Stadio Arechi                  | 37 245     | Salerno                  | Campania                    | Salernitana              | 1990    |
| 14 | Stadio Luigi Ferraris          | 36 536     | Genova                   | Format:Country data Liguria | Genoa and Sampdoria      | 1911    |
| 15 | Stadio Via del Mare            | 36 285     | Lecce                    | Apulia                      | Lecce                    | 1966    |
| 16 | Stadio Nereo Rocco             | 32 454     | Trieste                  | Friuli-Venezia Giulia       | Triestina                | 1992    |
| 17 | Stadio Euganeo                 | 32 336     | Padova                   | Veneto                      | Padova                   | 1994    |
| 18 | Stadio Renato Curi             | 28 000     | Perugia                  | Umbria                      | Perugia                  | 1975    |
| 19 | Stadio Olimpico di Torino      | 27 994     | Torino                   | Piedmont                    | Torino                   | 1933    |
| 20 | Stadio Ennio Tardini           | 27 906     | Parma                    | Emilia-Romagna              | Parma                    | 1923    |
| 21 | Stadio Oreste Granillo         | 27 763     | Reggio Calabria          | Calabria                    | Reggina                  | 1932    |
| 22 | Stadio Erasmo Iacovone         | 27 584     | Taranto                  | Apulia                      | Taranto                  | 1965    |
| 23 | Stadio Mario Rigamonti         | 27 547     | Brescia                  | Lombardy                    | Brescia                  | 1928    |
| 24 | Stadio Partenio                | 26 308     | Avellino                 | Campania                    | Avellino                 | 1973    |
| 25 | Stadio del Conero              | 26 000     | Ancona                   | Marche                      | Ancona                   | 1992    |
| 26 | Stadio Pino Zaccheria          | 25 000     | Foggia                   | Apulia                      | Foggia                   | 1925    |
| 27 | Stadio Atleti Azzurri d'Italia | 24 642     | Bergamo                  | Lombardy                    | Atalanta and AlbinoLeffe | 1928    |
| 28 | Stadio Dino Manuzzi            | 23 860     | Cesena                   | Emilia-Romagna              | Cesena                   | 1957    |
| 29 | Stadio Adriatico               | 23 800     | Pescara                  | Abruzzo                     | Pescara                  | 1955    |
| 30 | Stadio Sant'Elia               | 23 486     | Cagliari                 | Sardinia                    | Cagliari                 | 1970    |
| 31 | Stadio Angelo Massimino        | 23 420     | Catania                  | Sicily                      | Catania                  | 1937    |
| 32 | Stadio Riviera delle Palme     | 22 000     | San Benedetto del Tronto | Marche                      | Sambenedettese           | 1985    |
| 33 | Stadio Leonardo Garilli        | 21 608     | Piacenza                 | Emilia-Romagna              | Piacenza                 | 1969    |
| 34 | Stadio Libero Liberati         | 21 000     | Terni                    | Umbria                      | Ternana                  | 1969    |
| 35 | Stadio Giovanni Zini           | 20 641     | Cremona                  | Lombardy                    | Cremonese                | 1919    |
| 36 | Stadio Alberto Braglia         | 20 507     | Modena                   | Emilia-Romagna              | Modena                   | 1936    |
| 37 | Stadio Cino e Lillo Del Duca   | 20 000     | Ascoli Piceno            | Marche                      | Ascoli                   | 1962    |
| 38 | Stadio Carlo Castellani        | 19 847     | Empoli                   | Tuscany                     | Empoli                   | 1923    |
| 39 | Stadio Armando Picchi          | 19 238     | Livorno                  | Tuscany                     | Livorno                  | 1933    |
| 40 | Stadio Brianteo                | 18 568     | Monza                    | Lombardy                    | Monza                    | 1988    |
| 41 | Stadio Paolo Mazza             | 17 955     | Ferrara                  | Emilia-Romagna              | SPAL                     | 1928    |
| 42 | Arena Garibaldi                | 17 000     | Pisa                     | Tuscany                     | Pisa                     | 1919    |
| 43 | Stadio Artemio Franchi         | 15 725     | Siena                    | Tuscany                     | Siena                    | 1923    |
| 44 | Stadio Danilo Martelli         | 14 844     | Mantua                   | Lombardy                    | Mantova                  | 1961    |
| 45 | Stadio Giglio                  | 14 138     | Reggio Emilia            | Emilia-Romagna              | Reggiana                 | 1995    |
| 46 | Stadio Nicola Ceravolo         | 13 619     | Catanzaro                | Calabria                    | Catanzaro                | 1919    |
| 47 | Stadio Giuseppe Sinigaglia     | 13 602     | Como                     | Lombardy                    | Como                     | 1927    |
| 48 | Stadio Marcello Melani         | 13 195     | Pistoia                  | Tuscany                     | Pistoiese                | 1966    |
| 49 | Stadio Città di Arezzo         | 13 128     | Arezzo                   | Tuscany                     | Arezzo                   | 1961    |
| 50 | Stadio Romeo Menti             | 12 500     | Vicenza                  | Veneto                      | Vicenza                  | 1934    |
| 51 | Stadio Simonetta Lamberti      | 12 000     | Cava de' Tirreni         | Campania                    | Cavese                   | 1960    |
| 52 | Stadio Pierluigi Penzo         | 10 500     | Veneția                  | Veneto                      | Venezia                  | 1913    |
| 53 | Stadio Romeo Menti             | 10 400     | Castellammare di Stabia  | Campania                    | Juve Stabia              | 1984    |

## Japonia
| Stadion                          | Capacitate | Club                             |
| -------------------------------- | ---------- | -------------------------------- |
| Stadionul International Yokohama | 72 327     | Yokohama F. Marinos              |
| Stadionul Saitama 2002           | 63 700     | Urawa Red Diamonds, Omiya Ardija |
| National Olympic Stadium         | 57 363     | Japonia                          |
| Stadionul Shizuoka               | 50 600     | Jubilo Iwata, Shimizu S-Pulse    |
| Stadionul Ajinomoto              | 50 000     | F. C. Tokyo, Tokyo Verdy 1969    |
| Hiroshima Big Arch               | 50 000     | Sanfrecce Hiroshima              |
| Stadionul Miyagi                 | 49 000     | Vegalta Sendai                   |
| Stadionul Nagai                  | 47 000     | Cerezo Osaka                     |
| Stadionul Toyota                 | 45 000     | Nagoya Grampus Eight             |
| Kyūshū Oil Dome ("Big Eye")      | 43 000     | Ōita Trinita                     |
| Sapporo Dome                     | 42 831     | Consadole Sapporo                |
| Niigata Stadium Big Swan         | 42 279     | Albirex Niigata                  |
| Stadionul Kashima Soccer         | 41 800     | Kashima Antlers                  |
| Stadionul Kobe Wing              | 34 000     | Vissel Kobe                      |
| Stadionul Mizuho Athletic        | 27 000     | Nagoya Grampus Eight             |
| Stadionul Todoroki Athletics     | 25 000     | Kawasaki Frontale                |
| Stadionul Tosu                   | 25 000     | Sagan Tosu                       |
| Osaka Expo '70 Stadium           | 23 000     | Gamba Osaka                      |
| Stadionul Hakata no Mori         | 22 563     | Avispa Fukuoka                   |
| Stadionul Urawa Komaba           | 21 500     | Urawa Red Diamonds               |
| Stadionul Nishikyogoku Athletic  | 20 389     | Kyoto Purple Sanga               |
| Stadionul Nihondaira             | 20 339     | Shimizu S-Pulse                  |
| Stadionul Yamagata Park          | 20 315     | Montedio Yamagata                |
| Stadionul Sapporo Atsubetsu Park | 20 005     | Consadole Sapporo                |
| Stadionul Kashiwa no Ha Park     | 20 000     | Kashiwa Reysol                   |
| Stadionul Naruto Athletic        | 20 000     | Tokushima VORTIS                 |
| Fukuda Denshi Arena              | 19 781     | JEF United Ichihara Chiba        |
| Yurtec Stadium Sendai            | 19 694     | Vegalta Sendai                   |
| Stadionul Hiratsuka Athletics    | 18 500     | Shonan Bellmare                  |
| Stadionul Yamaha                 | 17 343     | Jubilo Iwata                     |
| Stadionul Kose Sports            | 17 000     | Ventforet Kofu                   |
| Ichihara Rinkai Studium          | 16 933     | JEF United Ichihara Chiba        |
| Stadionul Hitachi Kashiwa Soccer | 15 900     | Kashiwa Reysol                   |
| Stadionul Mitsuzawa              | 15 046     | Yokohama FC                      |
| Stadionul Omiya Park Soccer      | 12 500     | Omiya Ardija                     |
| Stadionul Shikishima             | 10 050     | Thespa Kusatsu                   |

## Coreea de Sud
| Stadion                        | Capacitate | Club                                | League                    |
| ------------------------------ | ---------- | ----------------------------------- | ------------------------- |
| Seoul Olympic Stadium          | 69 950     | formerly Seoul United               | N/A                       |
| Stadionul Seoul World Cup      | 66 806     | FC Seoul                            | K-League                  |
| Stadionul Daegu                | 66 422     | Daegu FC                            | K-League                  |
| Stadionul Busan Asiad          | 56 000     | Busan IPark                         | K-League                  |
| Stadionul Incheon Munhak       | 52 200     | Incheon Korail                      | National League           |
| Stadionul Ulsan Munsu Football | 44 102     | Ulsan Hyundai                       | K-League                  |
| Stadionul Gwangju World Cup    | 44 118     | Gwangju FC                          | K-League                  |
| Stadionul Suwon World Cup      | 43 959     | Suwon Samsung Bluewings             | K-League                  |
| Stadionul Jeonju World Cup     | 42 400     | Jeonbuk Hyundai Motors              | K-League                  |
| Stadionul Jeju World Cup       | 42 256     | Jeju United                         | K-League                  |
| Stadionul Goyang               | 42 055     | Goyang Kookmin Bank                 | National League           |
| Stadionul Daejeon World Cup    | 40 400     | Daejeon Citizen                     | K-League                  |
| Stadionul Bucheon              | 35 803     | Bucheon FC 1995                     | Challengers League        |
| Ansan Wa~ Stadium              | 35 000     | Ansan H FC                          | National League           |
| Stadionul Chuncheon Civic      | 35 000     | —                                   | N/A                       |
| Stadionul Gumi Civic           | 35 000     | —                                   | N/A                       |
| Stadionul Incheon Civic        | 35 000     | —                                   | N/A                       |
| Stadionul Masan                | 35 000     | —                                   | N/A                       |
| Stadionul Paju Public          | 35 000     | Paju Citizen                        | Challengers League        |
| Stadionul Uijeongbu            | 35 000     | —                                   | N/A                       |
| Stadionul Duryu Park           | 32 500     | —                                   | N/A                       |
| Stadionul Cheonan Baekseok     | 32 000     | —                                   | N/A                       |
| Stadionul Suwon Civic          | 32 000     | Suwon City                          | National League           |
| Stadionul Dongdaemun           | 30 000     | —                                   | N/A                       |
| Stadionul Daejeon Hanbat       | 30 000     | Daejeon KHNP                        | National League           |
| Stadionul Gimcheon             | 30 000     | —                                   | N/A                       |
| Stadionul Gimhae               | 30 000     | Gimhae City                         | National League           |
| Stadionul Jecheon              | 30 000     | —                                   | N/A                       |
| Stadionul Jeju                 | 30 000     | —                                   | N/A                       |
| Stadionul Jeonju               | 30 000     | —                                   | N/A                       |
| Stadionul Sangju               | 30 000     | Sangju Sangmu Phoenix               | K-League                  |
| Stadionul Changwon Civic       | 27 085     | —                                   | N/A                       |
| Seongnam 1 Stadium             | 27 000     | formerly Seongnam Ilhwa Chunma      | N/A                       |
| Tancheon Sports Complex        | 27 000     | Seongnam Ilhwa Chunma               | K-League                  |
| Stadionul Cheonan              | 26 000     | —                                   | N/A                       |
| Stadionul Anyang               | 25 000     | formerly Anyang LG Cheetahs         | N/A                       |
| Pohang Steel Yard              | 25 000     | Pohang Steelers                     | K-League                  |
| Stadionul Busan Gudeok         | 24 363     | Busan Transportation Corporation FC | National League           |
| Stadionul Sungui               | 24 000     | formerly Incheon Korail             | N/A                       |
| Stadionul Incheon Football     | 20 891     | Incheon United                      | K-League                  |
| Stadionul Chuncheon            | 20 000     | Chuncheon FC                        | Challengers League        |
| Stadionul Gangneung            | 20 000     | Gangwon FC, Gangneung City          | K-League, National League |
| Stadionul Icheon City          | 20 000     | formerly Icheon Hummel Korea        | N/A                       |
| Stadionul Hyochang             | 18 000     | formerly Seoul United               | N/A                       |
| Stadionul Cheongju             | 17 264     | Cheongju Jikji FC                   | Challengers League        |
| Changwon Football Center       | 15 500     | Gyeongnam FC, Changwon City         | K-League, National League |
| Stadionul Gwangyang            | 14 284     | Chunnam Dragons                     | K-League                  |
| Stadionul Haman                | 10 000     | —                                   | N/A                       |
| Stadionul Gimpo City           | 10 000     | formerly Ansan H FC                 | N/A                       |
| Stadionul Seosan City          | 10 000     | formerly Seosan Citizen             | N/A                       |
| Stadionul Ulsan                | 2 500      | Ulsan Hyundai Mipo Dockyard Dolphin | National League           |

## Kuwait
| Stadion                              | Capacitate | Club                          |
| ------------------------------------ | ---------- | ----------------------------- |
| Jaber Al-Ahmad International Stadium | 65 000     | Kuwait national football team |
| Stadionul Sabah Al Salem             | 22 000     | Al Arabi                      |
| Al-Sadaqua Walsalam Stadium          | 21 500     | Kazma                         |
| Mohammed Al-Hamad Stadium            | 20 000     | Qadsia                        |
| Stadionul Al Kuwait Sports Club      | 18 500     | Kuwait SC                     |
| Al-Ahmadi Stadium                    | 18 000     | Al Shabab                     |
| Stadionul Kuwait National            | 16 000     |                               |
| Stadionul Thamir                     | 14 000     | Al Salmiyah                   |
| Stadionul Farwaniya                  | 14 000     | Tadamon                       |

## Laos
| Stadion                         | Capacitate | Club                        |
| ------------------------------- | ---------- | --------------------------- |
| Stadionul New Laos National     | 25 000     | Laos national football team |
| Chao Anouvong National Stadium  | 20 000     | Lao League                  |
| Stadionul Luang Prabang         | 10 000     | multi-use                   |
| Savannakhét Provincial stadium  | 15 000     | multi-use                   |
| Lao-American College FC Stadium | 6 200      | multi-use                   |
| Stadionul Champasak             | 11 000     | multi-use                   |

## Lituania
| Stadion                       | Capacitate | Club                         |
| ----------------------------- | ---------- | ---------------------------- |
| Žalgiris Stadium              | 15 030     | Žalgiris Vilnius, FC Vilnius |
| Aukštaitija Stadium           | 9 940      | Ekranas Panevėžys            |
| S.Dariaus ir S.Girėno Stadium | 8 500      | FBK Kaunas, Lituania         |
| Marijampoles stadionas        | 6 250      | FK Suduva                    |
| Vėtra Stadium                 | 5 300      | FK Vėtra                     |
| Žalgiris Stadium (Klaipėda)   | 5 000      | FK Atlantas                  |

## Malaysia
| #  | Stadion                                 | Capacitate | City             | Home Team                                                                          |
| -- | --------------------------------------- | ---------- | ---------------- | ---------------------------------------------------------------------------------- |
| 1  | Bukit Jalil National Stadium            | 87 411     | Kuala Lumpur     | Malaysia national football team, 100 200 capacity only if they make it all seater. |
| 2  | Stadionul Shah Alam                     | 69 372     | Shah Alam        | Selangor FA                                                                        |
| 3  | Stadionul Sultan Mizan Zainal Abidin    | 50 000     | Kuala Terengganu | Terengganu FA                                                                      |
| 4  | Stadionul Hang Jebat                    | 40 000     | Melaka           | Malacca FA                                                                         |
| 4  | Stadionul Negeri Pulau Pinang           | 40 000     | Batu Kawan       | Penang FA                                                                          |
| 4  | Stadionul Sarawak                       | 40 000     | Kuching          | Sarawak FA                                                                         |
| 4  | Stadionul Darulmakmur                   | 40 000     | Kuantan          | Pahang FA, Shahzan Muda FC                                                         |
| 8  | Stadionul Likas                         | 35 000     | Kota Kinabalu    | Sabah FA                                                                           |
| 8  | Stadionul Perak                         | 35 000     | Ipoh             | Perak FA                                                                           |
| 10 | Stadionul Darul Aman                    | 32 387     | Alor Star        | Kedah FA, Kuala Muda Naza FC                                                       |
| 11 | Stadionul Sultan Mohammad IV            | 30 000     | Kota Bharu       | Kelantan FA                                                                        |
| 11 | Stadionul Langkawi                      | 30 000     | Kedah            | recreational facilities in the area of Langkawi                                    |
| 11 | Stadionul Tuanku Abdul Rahman           | 30 000     | Negeri Sembilan  | Negeri Sembilan FA                                                                 |
| 11 | Tan Sri Dato Hj Hassan Yunos Stadium    | 30 000     | Johor Bahru      | Johor FA, Johor Pasir Gudang                                                       |
| 15 | Stadionul Sarawak State                 | 26 000     | Kuching          | PB Sarawak                                                                         |
| 16 | Stadionul Sultan Ismail Nasiruddin Shah | 25 000     | Terengganu       | Some Terengganu FA and Kelantan FA Matches.                                        |
| 16 | Stadionul MBPJ                          | 25 000     | Petaling Jaya    | UPB-MyTeam FC, MPPJ Selangor FC                                                    |
| 18 | Stadionul Utama Negeri                  | 20 000     | Kangar           | Perlis FA                                                                          |
| 18 | Stadionul Selayang                      | 20 000     | Selayang         | PB Selangor                                                                        |
| 18 | Stadionul City (Penang)                 | 20 000     | Pinang           | Pinang state Football team.                                                        |
| 18 | Stadium Merdeka                         | 20 000     | Kuala Lumpur     | PB Kuala Lumpur                                                                    |
| 22 | Stadionul KLFA                          | 18 000     | Kuala Lumpur     | Kuala Lumpur FA                                                                    |
| 23 | Stadionul Pasir Gudang Corporation      | 15 000     | Pasir Gudang     | Pasir Gudang United FC                                                             |
| 23 | Stadionul Hang Tuah                     | 15 000     | Melaka           | Malacca FA                                                                         |
| 25 | Stadionul Naval Base                    | 12 000     | Lumut            | ATM FA                                                                             |
| 26 | Stadionul UiTM                          | 10 000     | Selangor         | UiTM FC                                                                            |

## Mexic
| Stadium             | Capacity | Club                |
| ------------------- | -------- | ------------------- |
| Azteca              | 105 260  | América             |
| Olímpico            | 73 070   | UNAM                |
| Jalisco             | 65 500   | Guadalajara, Atlas  |
| Cuauhtémoc          | 48 396   | Puebla              |
| Universitario       | 42 500   | UANL                |
| Pirata              | 37 517   | Veracruz            |
| Corregidora         | 48 000   | Querétaro           |
| Chivas              | 45 500   | Guadalajara         |
| Tecnológico         | 38 034   | Monterrey           |
| Morelos             | 42 650   | Morelia             |
| Azul                | 38 000   | Cruz Azul           |
| Neza                | 31 783   | Potros Neza         |
| Nou Camp            | 34 338   | León                |
| Universitario       | 28 200   | UAEM                |
| Benito Juárez       | 25 100   | Ciudad Juárez       |
| Sergio León Chavez  | 32 784   | Irapuato            |
| Nemesio Díez        | 28 000   | Toluca              |
| 3 de Marzo          | 25 000   | UAG                 |
| Hidalgo             | 29 000   | Pachuca             |
| Aleman              | 22 267   | Celaya              |
| Corona              | 30 000   | Santos              |
| Victor Manuel Reyna | 25 000   | Chiapas             |
| Tamaulipas          | 29 500   | Tampico Madero      |
| Colibri             | 17 500   | Colibríes           |
| Victoria            | 25 000   | Necaxa              |
| Alfonso Lastras     | 25 000   | San Luis            |
| Nacozari            | 27 200   | Buhos de Hermosillo |
| Carlos Iturralde    | 26 155   | Mérida F.C.         |
| Carlos González     | 24 000   | Sinaloa             |
| Coruco              | 22 800   | Zacatepec           |
| Francisco Zarco     | 22 800   | Durango             |
| 10 de Diciembre     | 21 700   | Hidalgo             |
| Francisco Villa     | 20 600   | Real Zacatecas      |

## Monaco
| Stadion        | Capacitate | Club      |
| -------------- | ---------- | --------- |
| Stade Louis II | 18 500     | AS Monaco |

## Montenegro
| Stadion                  | Capacitate | Club                               |
| ------------------------ | ---------- | ---------------------------------- |
| Stadionul Pod Gorica     | 17 000     | FK Budućnost Podgorica, Montenegro |
| Gradski Stadion Berane   | 11 000     | FK Berane                          |
| Stadion Gradski (Nikšić) | 10 800     | FK Sutjeska                        |

## Republica Moldova
| Stadion           | Capacitate | Club                                            |
| ----------------- | ---------- | ----------------------------------------------- |
| Stadionul Zimbru  | 10 500     | Republica Moldova, FC Zimbru, FC Dacia Chișinău |
| Dinamo Stadium    | 3 000      | FC Politehnica Chișinău                         |
| Stadionul Sheriff | 14 300     | FC Sheriff                                      |

## Maroc
| Stadion               | Capacitate | Club                                     |
| --------------------- | ---------- | ---------------------------------------- |
| Stade Mohamed V       | 67 000     | Maroc, Raja Casablanca, Wydad Casablanca |
| Stade Moulay Abdellah | 60 000     | FAR Rabat                                |
| Stadionul Fez         | 45 000     | Maghreb Fez                              |

Tanger Stadium ||45 000|| IR Tanger

## Olanda
Netherlands:
| Stadion                     | Capacitate | Club                                            |
| --------------------------- | ---------- | ----------------------------------------------- |
| Amsterdam ArenA             | 51 628     | Ajax                                            |
| De Kuip                     | 51 177     | Feyenoord                                       |
| Philips Stadion             | 35 000     | PSV                                             |
| Abe Lenstra Stadion         | 26 800     | Heerenveen                                      |
| GelreDome                   | 26 600     | Vitesse                                         |
| De Galgenwaard              | 24 500     | Utrecht                                         |
| Grolsch Veste               | 30 206     | Twente                                          |
| Euroborg                    | 22 329     | Groningen                                       |
| Parkstad Limburg Stadion    | 19 500     | Roda JC                                         |
| Rat Verlegh Stadion         | 17 064     | NAC                                             |
| DSB Stadion                 | 17 023     | AZ                                              |
| ADO Den Haag Stadion        | 15 000     | ADO                                             |
| Willem II Stadion           | 14 700     | Willem II                                       |
| De Vijverberg               | 12 600     | De Graafschap                                   |
| De Goffert                  | 12 500     | NEC                                             |
| Wagner & Partners Stadion   | 12 500     | Fortuna Sittard                                 |
| Het Kasteel                 | 11 000     | Sparta                                          |
| De Geusselt                 | 10 000     | MVV                                             |
| Cambuur Stadion             | 10 400     | Cambuur                                         |
| Oosterenkstadion            | 10 000     | FC Zwolle                                       |
| Polman Stadion              | 8 500      | Heracles                                        |
| De Vliert                   | 8 500      | Den Bosch                                       |
| Univé Stadion               | 8 500      | FC Emmen                                        |
| Mandemakers Stadion         | 7 500      | RKC                                             |
| De Adelaarshorst            | 6 750      | Go Ahead Eagles                                 |
| De Langeleegte              | 6 500      | BV Veendam                                      |
| De Koel                     | 6 000      | VVV-Venlo                                       |
| Kras Stadion                | 6 000      | FC Volendam                                     |
| Rosada Stadion              | 4 995      | RBC                                             |
| TOP Oss Stadion             | 4 662      | TOP Oss                                         |
| Jan Louwers Stadion         | 4 373      | FC Eindhoven                                    |
| GN Bouw Stadion             | 4 100      | FC Dordrecht                                    |
| Stadion De Braak            | 4 000      | Helmond Sport                                   |
| Stadion Woudestein          | 3 527      | Excelsior                                       |
| Haarlem Stadion             | 3 500      | Haarlem                                         |
| Sportpark Schoonenberg      | 3 250      | Telstar (formerly known as Stormvogels Telstar) |
| Mitsubishi Forklift Stadion | 3 000      | FC Omniworld                                    |
| Sportpark Berg & Bos        | 2 500      | AGOVV Apeldoorn                                 |

| Netherlands Antilles:        |            |                      |
| Curaçao:                     |            |                      |
| Stadion                      | Capacitate | Club                 |
| Stadion Ergilio Hato         | 15 000     | Netherlands Antilles |
| Stadion Antoin Maduro        | 3 500      | S.V. S.U.B.T.        |
| Bonaire:                     |            |                      |
| Stadion                      | Capacitate | Club                 |
| Kralendijk Municipal Stadion | 3 000      | Bonaire Team         |
| Stadion Antonio Trenidat     | 1 500      | Bonaire Team         |

## Noua Zeelandă
| Stadion                 | Capacitate | Team                             |
| ----------------------- | ---------- | -------------------------------- |
| Stadionul Westpac       | 36 000     | Wellington Phoenix               |
| Stadionul Forsyth Barr  | 30 748     | Otago United                     |
| Stadionul North Harbour | 25 000     | Noua Zeelandă                    |
| Newtown Park            | 5 000      | Team Wellington                  |
| Kiwitea Street          | 3 500      | Auckland City FC, Central United |

## Coreea de Nord
| Stadion                    | Capacitate | Team                        |
| -------------------------- | ---------- | --------------------------- |
| Stadionul Rungnado May Day | 150 000    | Coreea de Nord              |
| Kim Il-sung Stadium        | 70 000     | Pyongyang City Sports Group |

## Norvegia
| Stadion                                        | Capacitate           | Club                              |
| ---------------------------------------------- | -------------------- | --------------------------------- |
| Ullevaal Stadion                               | 25 572               | Norvegia and Vålerenga            |
| Lerkendal Stadion                              | 21 166               | Rosenborg                         |
| Brann Stadion                                  | 18 500               | Brann                             |
| Viking Stadion                                 | 16 500               | Viking                            |
| Bislett Stadion                                | 15 400               | Various                           |
| Telenor Arena                                  | 15 000               | Stabæk                            |
| Sør Arena                                      | 14 400               | Start                             |
| Skagerak Arena, formerly Odd Stadion or Falkum | 13 500               | Odd Grenland                      |
| Åråsen Stadion                                 | 12 000               | Lillestrøm                        |
| Aker Stadion                                   | 11 167               | Molde                             |
| Color Line Stadion                             | 11 000               | Aalesund                          |
| Fredrikstad Stadion                            | 10 500               | Fredrikstad                       |
| Alfheim Stadion                                | 10 000               | Tromsø                            |
| Komplett.no Arena                              | 9 000                | Sandefjord                        |
| Melløs Stadion                                 | 9 000                | Moss, SK Rapid and FK Athene Moss |
| Aspmyra Stadion                                | 8 800                | Bodø/Glimt                        |
| Haugesund stadion                              | 8 800 (5 200 seated) | Haugesund and Vard Haugesund      |
| Bryne Stadion                                  | 8 700 (2 507 seated) | Bryne                             |
| Marienlyst Stadion                             | 8 500                | Strømsgodset IF                   |
| Briskeby Gressbane                             | 8 068                | Ham-Kam                           |
| Sarpsborg stadion                              | 8 000 (1 200 seated) | Sarpsborg 08                      |
| Nadderud stadion                               | 7 000                | Stabæk (women)                    |
| Storstadion                                    | 7 000 (2 000 seated) | Sandefjord BK                     |
| Fosshaugane Campus                             | 5 500 (2 160 seated) | Sogndal                           |
| Hønefoss idrettspark                           | 4 000                | Hønefoss                          |
| Varden Amfi                                    | 3 500                | Fyllingen and Løv-Ham             |

## Pakistan
| Stadion                    | Capacitate | City      |
| -------------------------- | ---------- | --------- |
| Stadionul Jinnah Sports    | 49 000     | Islamabad |
| Stadionul Peoples Football | 40 000     | Karachi   |
| Stadionul Punjab           | 10 000     | Lahore    |
| Stadionul Railway          | 5 000      | Lahore    |

## Palestine
| Stadion                                  | Capacitate | Town      |
| ---------------------------------------- | ---------- | --------- |
| Al-Khader Stadium                        | 6 000      | Al-Khader |
| Stadionul Palestine                      | 10 000     | Gaza      |
| Faisal Al-Husseini International Stadium | 12 500     | Al-Ram    |

## Paraguay
| Stadion                                | Capacitate | Club/Owner              |
| -------------------------------------- | ---------- | ----------------------- |
| Estadio Defensores del Chaco           | 35 000     | Paraguay                |
| Estadio General Pablo Rojas("La Olla") | 32 910     | Cerro Porteño           |
| Estadio Antonio Oddone Sarubbi         | 28 000     | 3 de Febrero            |
| Estadio Feliciano Cáceres              | 25 000     | Sportivo Luqueño        |
| Monumental Río Parapití                | 25 000     | Club 2 de Mayo          |
| Estadio Manuel Ferreira                | 20 000     | Club Olimpia            |
| Estadio Dr. Nicolás Leoz               | 10 000     | Libertad                |
| Estadio Municipal de Carapegua         | 10 000     | Club Sportivo Carapegua |

## Peru
| Stadion                        | Capacitate | Club/Owner                               |
| ------------------------------ | ---------- | ---------------------------------------- |
| Estadio Monumental "U"         | 80 093     | Universitario de Deportes                |
| Estadio Universidad San Marcos | 67 500     | Universidad Nacional Mayor de San Marcos |
| Estadio de la UNSA             | 60 000     | Universidad Nacional San Agustín         |
| Estadio Nacional               | 45 000     | Instituto Peruano del Deporte            |
| Estadio Garcilaso              | 42 056     | Instituto Peruano del Deporte            |
| Estadio Alejandro Villanueva   | 35 500     | Alianza Lima                             |

## Filipine
| Stadion                              | Capacitate | Team                           |
| ------------------------------------ | ---------- | ------------------------------ |
| Joaquin F. Enriquez Memorial Stadium | 40 000     | Zamboanga                      |
| Stadionul Rizal Memorial             | 30 000     | NCR                            |
| Stadionul Panaad                     | 15 500     | Filipine and Negros Occidental |
| Iloilo Sports Complex                | 10 000     | Iloilo                         |

## Polonia
| Stadion                         | Capacitate | Team                       |
| ------------------------------- | ---------- | -------------------------- |
| Stadionul National, Warsaw      | 58 500     | Polonia                    |
| Stadion Śląski                  | 55 211     | Polonia                    |
| Stadion Miejski (Wrocław)       | 44 308     | Śląsk Wrocław              |
| PGE Arena Gdańsk                | 43 615     | Lechia Gdańsk              |
| Stadion Miejski (Poznań)        | 43 269     | Lech Poznań                |
| Stadion Miejski in Kraków       | 33 268     | Wisła Kraków               |
| Stadionul Ernest Pohl           | 32 340     | Górnik Zabrze              |
| Stadionul Polish Army           | 31 103     | Legia Warszawa             |
| Białystok City Stadium          | 22 500     | Jagiellonia Białystok      |
| Zdzisław Krzyszkowiak Stadium   | 20 247     | Zawisza Bydgoszcz          |
| Stadion Florian Kryger          | 17 783     | Pogoń Szczecin             |
| Łódź City Stadium               | 16 500     | ŁKS Łódź                   |
| Stadion Zagłębia Lubin          | 16 300     | Zagłębie Lubin             |
| Stadion Miejski                 | 15 580     | Motor Lublin               |
| Stadion Miejski Kielce          | 15 550     | Korona Kielce              |
| Tychy City Stadium              | 15 500     | GKS Tychy                  |
| Marshal Józef Piłsudski Stadium | 15 331     | Cracovia Kraków            |
| Stadion GOSiR                   | 15 139     | Arka Gdynia, Bałtyk Gdynia |
| Stadion Miejski (Bielsko-Biała) | 15 000     | Podbeskidzie Bielsko-Biała |

## Portugalia
| Stadion                                            | Capacitate | Club                          |
| -------------------------------------------------- | ---------- | ----------------------------- |
| Estádio do Sport Lisboa e Benfica (Estádio da Luz) | 65 000     | S.L. Benfica                  |
| Estádio do Dragão                                  | 52 000     | F.C. Porto                    |
| Estádio José Alvalade – Século XXI                 | 52 000     | Sporting Lisbon               |
| Estádio Algarve                                    | 30 000     | Louletano DC and S.C. Farense |
| Estádio Cidade de Coimbra                          | 30 000     | A. Académica de Coimbra       |
| Estádio D. Afonso Henriques                        | 30 000     | Vitória S.C. (Guimarães)      |
| Estádio do Bessa – Século XXI                      | 30 000     | Boavista F.C.                 |
| Estádio Municipal de Leiria Dr. Magalhães Pessoa   | 30 000     | U.D. Leiria                   |
| Estádio Municipal de Aveiro – Mário Duarte         | 30 000     | S.C. Beira-Mar                |
| Estádio AXA (Estádio Municipal de Braga)           | 30 000     | S.C. Braga                    |
| Estádio do Restelo                                 | 30 000     | C.F. «Os Belenenses»          |
| Estádio do Bonfim                                  | 25 000     | Vitória F.C. (Setúbal)        |
| Estádio do Mar                                     | 25 000     | Leixões S.C.                  |
| Estádio do Portimonense Sporting Clube             | 16 000     | Portimonense S.C.             |
| Campo Manuel Marques                               | 15 000     | S.C.U. Torreense              |
| Estádio da Mata Real                               | 15 000     | F.C. Paços de Ferreira        |
| Estádio Municipal de Chaves                        | 14 000     | G.D. Chaves                   |

## România
| Stadion                            | Capacitate | Club                           |
| ---------------------------------- | ---------- | ------------------------------ |
| Arena Națională                    | 55 537     | FCSB DINAMO RAPID              |
| Stadionul Dan Păltinișanu          | 33 000     | FCU Politehnica Timișoara      |
| Stadionul Municipal (Medgidia)     | 32 700     | CSM Medgidia                   |
| Stadionul Dr. Constantin Radulescu | 23 000     | CFR 1907 Cluj                  |
| Cluj Arena                         | 30 456     | FC Universitatea Cluj          |
| Stadionul Municipal (D.T. Severin) | 28 000     | Building Drobeta Turnu-Severin |
| Stadionul Ion Oblemenco (1967)     | 27 915     | FC Universitatea Craiova       |
| Stadionul Ghencea                  | 27 063     | FC Steaua București            |
| Stadionul Jiul                     | 25 000     | Jiul Petroșani                 |
| Stadionul Dunărea                  | 23 000     | Dunǎrea Galați                 |
| Stadionul Municipal (Roman)        | 20 000     | Laminorul Roman                |
| Stadionul Valentin Stǎnescu        | 19 100     | Rapid București                |
| Stadionul Municipal Buzău          | 19 000     | Gloria Buzău                   |
| Stadionul Ilie Oană                | 18 000     | Petrolul Ploiești              |
| Stadionul Dumitru Sechelariu       | 17 500     | FCM Bacãu                      |
| Stadionul Gheorghe Hagi            | 15 520     | Farul Constanța                |
| Stadionul Dealul Florilor          | 15 500     | FC Baia Mare                   |
| Stadionul Nicolae Dobrin           | 15 170     | FC Argeș Pitești               |
| Stadionul Dinamo                   | 15 138     | Dinamo București               |
| Stadionul Gloria                   | 15 000     | Gloria Bistrița                |
| Stadionul Cotroceni                | 14 542     | Progresul București            |
| Stadionul Regie                    | 13 000     | Sportul Studențesc             |
| Stadionul Areni                    | 13 000     | Cetatea Suceava                |
| Stadionul Emil Alexandrescu        | 10 500     | FC Politehnica Iași x          |
| Stadionul Astra                    | 10 000     | Astra Ploiești                 |

## Rusia
| Stadion                               | Capacitate | Club                                   |
| ------------------------------------- | ---------- | -------------------------------------- |
| Stadionul Luzhniki                    | 84 745     | FC Spartak Moscova, FC Torpedo Moscova |
| Stadionul Dynamo (Moscow)             | 36 540     | FC Dinamo Moscova, PFC CSKA Moscova    |
| Stadionul Metallurg                   | 33 000     | FC Krylya Sovetov Samara               |
| Tsentralnyi Profsoyuz Stadion         | 31 793     | FC Fakel Voronezh                      |
| Akhmat-Arena                          | 30 597     | FK Terek                               |
| Stadionul Central (Astrakhan)         | 30 500     | FC Volgar-Gazprom Astrakhan            |
| Stadionul Central (Kazan)             | 30 000     | FC Rubin Kazan                         |
| Stadionul Kuban                       | 28 800     | FC Kuban Krasnodar                     |
| Stadionul Lokomotiv                   | 28 800     | FC Lokomotiv Moscova                   |
| Stadionul Shinnik                     | 22 871     | FC Shinnik Yaroslavl                   |
| Stadionul Petrovski                   | 21 570     | FC Zenit Sankt Petersburg              |
| Stadionul Khazar                      | 20 000     | FC Anzhi Makhachkala                   |
| Stadionul Zvezda                      | 20 000     | FC Amkar Perm                          |
| Stadionul Torpedo (Togliatti)         | 18 500     | FC Lada Togliatti                      |
| Stadionul Lokomotiv (Nizhny Novgorod) | 17 650     | FC Spartak Nizhny Novgorod             |
| Stadionul Saturn                      | 16 500     | FC Saturn Moscow Oblast                |
| Stadionul Central (Krasnoyarsk)       | 16 000     | FC Metallurg Krasnoyarsk               |
| Stadionul Lenin (Khabarovsk)          | 15 200     | FC SKA-Energia Khabarovsk              |
| Stadionul Central (Oryol)             | 15 000     | FC Oryol                               |
| Stadionul Trud (Tomsk)                | 15 000     | FC Tom Tomsk                           |
| Stadionul Baltika                     | 14 500     | FC Baltika Kaliningrad                 |
| Stadionul Spartak (Nalchik)           | 14 200     | PFC Spartak Nalchik                    |
| Stadionul Eduard Streltsov            | 13 200     | FC Moskva                              |
| Stadionul Spartak (Novosibirsk)       | 12 500     | FC Sibir Novosibirsk                   |
| Olimp - 21 Vek                        | 12 436     | FC Rostov                              |
| Stadionul Salyut                      | 12 000     | FC Salyut-Energia Belgorod             |
| Stadionul Uralmash                    | 11 000     | FC Ural Sverdlovsk Oblast              |
| Stadionul Central (Pyatigorsk)        | 10 300     | FC Mashuk-KMV Pyatigorsk               |
| Stadionul Dynamo (Vladivostok)        | 10 200     | FC Luch-Energia Vladivostok            |
| Stadionul Dynamo (Makhachkala)        | 10 100     | FC Dynamo Makhachkala                  |
| Stadionul Dynamo (Bryansk)            | 10 100     | FC Dynamo Bryansk                      |
| Stadionul KAMAZ                       | 10 100     | FC KAMAZ Naberezhnye Chelny            |
| Stadionul Trudovye Rezervy            | 10 000     | FC Avangard Kursk                      |
| Stadionul Sodovik                     | 5 200      | FC Sodovik Sterlitamak                 |
| Stadionul Ruslan Aushev Central       | 3 200      | FC Angusht Nazran                      |
| Stadionul Novye Khimki                | 3 000      | FC Khimki                              |

## Serbia
| Stadion                     | Capacitate | Club                          |
| --------------------------- | ---------- | ----------------------------- |
| Stadionul Steaua Roșie      | 55 000     | Steaua Roșie Belgrad, Serbia  |
| Stadionul Partizan          | 32 710     | FK Partizan                   |
| Stadionul Subotica City     | 28 000     | FK Spartak                    |
| Omladinski Stadion          | 25 000     | OFK Beograd                   |
| Čika Dača Stadium           | 22 058     | FK Radnički Kragujevac        |
| Karađorđev Park Stadium     | 18 700     | FK Banat Zrenjanin            |
| Fortress Stadium            | 17 200     | FK Smederevo                  |
| Stadium of Vojvodina        | 15 745     | FK Vojvodina Novi Sad         |
| Stadionul Novi Pazar City   | 15 000     | FK Novi Pazar                 |
| Stadium Voždovac            | 12 500     | FK Voždovac                   |
| Stadion Hajduk              | 11 000     | FK Hajduk Rodić M&B Kula      |
| Stadion Bežanije            | 10 000     | FK Bežanija                   |
| Čačak Stadium               | 10 000     | FK Borac Čačak                |
| Stadionul Zemun             | 10 000     | FK Zemun                      |
| Čair Stadium                | 8 900      | FK Radnički Niš               |
| Sportski Centar Rade Svilar | 7 000      | FK Mladost Apatin             |
| Stadion Župa                | 6 000      | FK Župa Aleksandrovac         |
| Stadionul Ivanjica          | 5 000      | FK Habit Pharm Javor Ivanjica |
| Miloš Obilić Stadium        | 4 508      | FK Obilić                     |
| Mirko Vučurević Stadium     | 4 000      |                               |
| Stadion Kralj Petar I       | 3 000      | FK Rad                        |

## Singapore
| Stadion                 | Capacitate | Club                                 |
| ----------------------- | ---------- | ------------------------------------ |
| National Stadium        | 55 000     | Singapore                            |
| Stadionul Jalan Besar   | 6 000      | Young Lions                          |
| Stadionul Bishan        | 5 500      | Home United FC                       |
| Stadionul Choa Chu Kang | 4 000      | Singapore Armed Forces Football Club |
| Stadionul Bedok         | 4 000      | Geylang United FC                    |
| Stadionul Tampines      | 4 000      | Tampines Rovers FC                   |
| Stadionul Jurong West   | 4 000      | Gombak United FC                     |
| Stadionul Toa Payoh     | 3 500      | Balestier Khalsa FC                  |
| Stadionul Woodlands     | 3 500      | Woodlands Wellington FC              |
| Stadionul Yishun        | 3 500      | Super Reds FC                        |
| Stadionul Queenstown    | 3 500      | Dalian Shide Siwu FC                 |
| Stadionul Hougang       | 3 500      | Sengkang Punggol FC                  |
| Stadionul Jurong East   | 2 500      | Albirex Niigata FC (Singapore)       |

## Slovacia
| Stadion                      | Capacitate | Club                           |
| ---------------------------- | ---------- | ------------------------------ |
| Tehelne Pole                 | 30 000     | SK Slovan Bratislava, Slovacia |
| Štadión Antona Malatinského  | 18 448     | FC Spartak Trnava              |
| DAC Stadion                  | 16 410     | FK DAC 1904 Dunajská Streda    |
| Tatran Stadion               | 14 000     | 1. FC Tatran Prešov            |
| Štadión Pasienky             | 13 000     | Inter Bratislava               |
| Štadión na Sihoti            | 11 000     | AS Trenčín                     |
| Chemlon Stadion              | 10 000     | 1. HFC Humenné                 |
| Stiavnicky Stadion           | 9 881      | FK Dukla Banská Bystrica       |
| Štadión Lokomotívy v Čermeli | 9 200      | MFK Košice                     |
| Štadión pod Zoborom          | 8 000      | FC Nitra                       |
| Petržalka Stadion            | 7 100      | FC Artmedia Bratislava         |
| Stadionul Zemplin            | 7 000      | MFK Zemplín Michalovce         |
| Stadium Pod Dubňom           | 6 591      | MŠK Žilina                     |
| Štadión Zimný                | 6 500      | FK ZTS Dubnica                 |
| Stadionul Village            | 6 500      | ŽP ŠPORT Podbrezová            |
| Pod Čebraťom Stadion         | 5 000      | MFK Ružomberok                 |
| Stadionul Na Zahradkach      | 5 000      | FC Rimavská Sobota             |
| Lučenec Stadion              | 5 000      | LAFC Lučenec                   |
| Šaľa Stadium                 | 5 000      | Slovan Duslo Šaľa              |
| Štadión FC ViOn              | 4 000      | FC ViOn Zlaté Moravce          |
| NTC Stadion                  | 3 264      | FC Senec                       |
| Stadionul SK Eldus Mocenok   | 2 000      | SK Eldus Mocenok               |
| Stadionul AQUA               | 1 500      | ŠK Aqua Turčianske Teplice     |

## Spania
| Rank | Stadion                        | Capacitate | Home Team/s                                  | Opened             |
| ---- | ------------------------------ | ---------- | -------------------------------------------- | ------------------ |
| 1    | Camp Nou                       | 99 354     | FC Barcelona                                 | 1957, 24 September |
| 2    | Estadio Santiago Bernabéu      | 80 354     | Real Madrid                                  | 1947, 14 December  |
| 3    | Estadio de la Cartuja          | 57 619     | multi-use stadium                            | 1999, 5 May        |
| 4    | Estadio Vicente Calderón       | 57 200     | Atlético Madrid                              | 1966, 2 October    |
| 5    | Estadi Montjuïc                | 56 000     | formerly RCD Espanyol, now multi-use stadium | 1927               |
| 6    | Estadio Mestalla               | 55 000     | Valencia CF                                  | 1923, 20 May       |
| 7    | Manuel Ruiz de Lopera          | 52 500     | Real Betis                                   | 1929               |
| 8    | Estadio Ramón Sánchez Pizjuán  | 45 500     | Sevilla FC                                   | 1957               |
| 9    | Estadi Cornellà-El Prat        | 40 500     | RCD Espanyol                                 | 2009               |
| 10   | Estadio San Mamés              | 40 000     | Athletic Bilbao                              | 1913, 21 August    |
| 11   | Estadio Manuel Martínez Valero | 38 750     | Elche CF                                     | 1976               |
| 12   | Riazor                         | 34 600     | Deportivo de La Coruña                       | 1944               |
| 13   | La Romareda                    | 34 596     | Real Zaragoza                                | 1957, 8 September  |
| 14   | Estadio La Rosaleda            | 34 596     | Málaga CF                                    | 1941               |
| 15   | Estadio Nueva Condomina        | 33 045     | Real Murcia                                  | 2006, 11 October   |
| 16   | Estadio Gran Canaria           | 32 520     | UD Las Palmas                                | 2003               |
| 17   | Estadio Balaídos               | 32 500     | Celta de Vigo                                | 1928, 30 December  |
| 18   | Estadio José Rico Pérez        | 32 000     | Hércules CF & Alicante CF                    | 1974               |
| 19   | Estadio Anoeta                 | 32 000     | Real Sociedad                                | 1932               |
| 20   | Estadio Carlos Tortiere        | 30 000     | Real Oviedo                                  | 2000, 20 September |
| 21   | Estadio José Zorrilla          | 26 512     | Real Valladolid                              | 1982, 20 February  |
| 22   | Estadio El Madrigal            | 26 000     | Villarreal CF                                | 1923, 17 June      |
| 23   | El Molinón                     | 25 885     | Sporting de Gijón                            | 1908               |
| 24   | Estadio Ciutat de Valencia     | 25 400     | Levante UD                                   | 1969               |
| 25   | Estadio Son Moix               | 23 100     | RCD Mallorca                                 | 1999               |
| 26   | Estadio Heliodoro Rodríguez    | 23 000     | CD Tenerife                                  | 1925               |
| 27   | Estadio El Sardinero           | 22 100     | Racing de Santander                          | 1988               |
| 28   | Estadio Ramón de Carranza      | 22 000     | Cádiz CF                                     | 1955               |
| 29   | Estadio Municipal de Chapín    | 22 000     | Xerez CD                                     | 1988               |
| 30   | Nova Creu Alta                 | 20 000     | CE Sabadell FC                               | 1967               |
| 31   | Estadio del Mediterráneo       | 20 000     | UD Almería                                   | 2004               |
| 32   | Estadio Mendizorroza           | 19 900     | Deportivo Alavés                             | 1924               |
| 33   | Nuevo Colombino                | 19 860     | Recreativo de Huelva                         | 2001               |
| 34   | Estadio Reyno de Navarra       | 19 800     | CA Osasuna                                   | 1967               |
| 35   | Narcís Sala                    | 18 000     | UE Sant Andreu                               | 1970               |
| 36   | Nou Castalia                   | 18 000     | CD Castellón                                 | 1987               |
| 37   | Nou Estadi                     | 17 500     | Gimnàstic de Tarragona                       | 1972               |
| 38   | Estadio El Helmántico          | 17 341     | UD Salamanca                                 | 1970               |
| 39   | Estadio Carlos Belmonte        | 17 000     | Albacete Balompié                            | 1960               |
| 40   | Estadio Nuevo Los Carmenes     | 16 200     | Granada CF & Granada Atlético CF             | 1995, 16 May       |
| 41   | Estadio Nuevo Arcángel         | 15 425     | Córdoba CF                                   | 1994               |
| 42   | Mini Estadi                    | 15 276     | FC Barcelona B                               | 1982               |
| 43   | Camp d'Esports                 | 15 000     | Lleida Esportiu                              | 1918               |
| 44   | Coliseum Alfonso Pérez         | 14 000     | Getafe CF                                    | 1998               |
| 45   | Estadio de la Malata           | 12 042     | Racing de Ferrol                             | 1993, 29 August    |
| 46   | Olímpic de Terrassa            | 11 500     | Terrassa FC                                  | 1960               |
| 47   | Estadi Montilivi               | 10 000     | Girona FC                                    | 1970               |
| 48   | Camp del Centenari             | 10 000     | CF Badalona                                  | 1936               |
| 49   | Municipal de Vilatenim         | 9 500      | UE Figueres                                  | 1986               |
| 50   | Estadio Los Pajaritos          | 9 500      | CD Numancia                                  | 1999               |

## Africa de Sud
The following is a list of stadiums in Africa de Sud, ordered by capacity. Currently all stadiums with a capacity of 30 000 or more are included.
1. Stadium Capacity City Province Home team

1 Soccer City 94 700 Johannesburg Gauteng Africa de Sud national football team, Kaizer Chiefs 
2 Ellis Park Stadium 62 567 Johannesburg Gauteng Lions, Golden Lions 
3 Odi Stadium 60 000 Mabopane Gauteng Garankuwa United 
4 Mmabatho Stadium 59 000 Mahikeng North West training ground for North-West University 
5 Cape Town Stadium 56 000 Cape Town Western Cape Ajax Cape Town 
6 Moses Mabhida Stadium 54 000 Durban KwaZulu-Natal Amazulu 
7 Kings Park Stadium 52 000 Durban KwaZulu-Natal Sharks, Natal Sharks 
8 Loftus Versfeld Stadium 51 762 Pretoria Gauteng Bulls, Blue Bulls 
9 Newlands Stadium 51 100 Cape Town Western Cape Africa de Sud national rugby union team, Stormers, Western Province 
10 Nelson Mandela Bay Stadium 48 459 Port Elizabeth Eastern Cape Southern Kings, Eastern Province Kings 
11 Royal Bafokeng Stadium 42 000 Rustenburg North West Platinum Stars 
12 Peter Mokaba Stadium 41 733 Polokwane Limpopo Polokwane City 
13 Mbombela Stadium 40 929 Nelspruit Mpumalanga Pumas, Mpumalanga Black Aces 
14 Free State Stadium 40 911 Bloemfontein Free State Bloemfontein Celtic, Central Cheetahs, Free State Cheetahs, 
15 Orlando Stadium 40 000 Soweto Gauteng Orlando Pirates 
16 Johannesburg Stadium 37 500 Johannesburg Gauteng training ground for Lions and Golden Lions 
17 Charles Mopeli Stadium 35 000 Phuthaditjhaba Free State Maluti FET College 
18 Wanderers Stadium 34 000 Johannesburg Gauteng Africa de Sud national cricket team, Highveld Lions cricket team, Gauteng cricket team 
19 EPRU Stadium 33 852 Port Elizabeth Eastern Cape no current tenant 
20 Athlone Stadium 30 000 Cape Town Western Cape Santos 
21 Rand Stadium 30 000 Johannesburg Gauteng training ground for Orlando Pirates 
22 Olympia Park 30 000 Rustenburg North West no current tenant

## Suedia
| Stadion              | Capacitate | Club                                          |
| -------------------- | ---------- | --------------------------------------------- |
| Friends Arena (2011) | 55 000     | Suedia men's national football team           |
| Ullevi               | 43 200     | IFK Göteborg, GAIS                            |
| Råsunda Stadium      | 36 608     | AIK                                           |
| Malmö Stadion        | 27 500     | formerly the homestadium for Malmö FF         |
| Swedbank Stadion     | 24 000     | Malmö FF                                      |
| Gamla Ullevi         | 20 000     | Suedia women's national football team         |
| Idrottsparken        | 19 414     | IFK Norrköping                                |
| Borås Arena          | 17 800     | IF Elfsborg, Norrby IF                        |
| Olympia              | 17 200     | Helsingborgs IF                               |
| Söderstadion         | 16 197     | Hammarby IF                                   |
| Örjans vall          | 15 000     | Halmstads BK, IS Halmia                       |
| Stora Valla          | 15 000     | Degerfors IF                                  |
| Behrn Arena          | 14 500     | Örebro SK, KIF Örebro                         |
| Stockholms stadion   | 14 417     | Djurgårdens IF                                |
| Landskrona IP        | 11 500     | Landskrona BoIS                               |
| Ryavallen            | 11 000     | None                                          |
| Arosvallen           | 10 000     | Västerås SK                                   |
| Tingvalla IP         | 10 000     | Carlstad United                               |
| Gammliavallen        | 09 000     | Umeå FC, Umeå IK                              |
| Norrporten Arena     | 08 700     | GIF Sundsvall                                 |
| Fredriksskans        | 08 500     | Kalmar FF                                     |
| Strömvallen          | 07 200     | Gefle IF                                      |
| Swedbank Park        | 07 000     | Västerås SK, IFK Västerås FK, Gideonsbergs IF |
| Rambergsvallen       | 07 000     | BK Häcken                                     |
| Vångavallen          | 06 500     | Trelleborgs FF                                |
| Jämtkraft Arena      | 05 000     | Östersunds FK                                 |

## Elveția
| Stadion               | Capacitate | Club                    |
| --------------------- | ---------- | ----------------------- |
| St. Jakob-Park        | 38 500     | FC Basel                |
| Stade de Suisse       | 31 784     | BSC Young Boys          |
| Stade de Genève       | 31 000     | Servette FC             |
| Letzigrund            | 21 000     | FC Zürich               |
| Hardturm              | 17 600     | Grasshopper-Club Zürich |
| Stadion Allmend       | 15 000     | FC Luzern               |
| Stade de la Maladière | 12 500     | Neuchâtel Xamax         |

## Tunisia
| Stadion                   | Capacitate | Club                     |
| ------------------------- | ---------- | ------------------------ |
| Stade Olympique de Radès  | 65 000     | Tunisia                  |
| Stade El Menzah           | 45 000     | Club Africain            |
| Stade Olympique de Sousse | 30 000     | Etoile Sportive du Sahel |
| Stade Taïeb Mhiri         | 25 000     | Club Sportif Sfaxien     |
| Stade Mustapha Ben Jannet | 22 000     | US Monastir              |
| Stade 15 Octobre          | 20 000     | CA Bizertin              |
| Stade Chadly Zouiten      | 18 000     | Stade Tunisien           |
| Stade Ali Zouaoui         | 15 000     | JS Kairouan              |
| Stade Municipal de Gabès  | 12 000     | AS Gabès                 |
| Stade Olympique (Beja)    | 10 000     | Olympique Béja           |

## Turcia
| Stadion                             | Capacitate | Club                                           |
| ----------------------------------- | ---------- | ---------------------------------------------- |
| Atatürk Olympic Stadium             | 81 283     | Olympic Games                                  |
| İzmir Atatürk Stadyumu              | 58 008     | Altay, Göztepe, Karșıyaka                      |
| Türk Telekom Arena                  | 52 652     | Galatasaray                                    |
| Șükrü Saraçoğlu Stadyumu            | 50 509     | Fenerbahçe                                     |
| Kayseri Atatürk Stadyumu            | 32 864     | Kayserispor, Kayseri Erciyesspor               |
| BJK İnönü Stadium                   | 32 145     | Beșiktaș                                       |
| Ali Sami Yen Stadyumu               | 25 000     | formerly Galatasaray                           |
| Ankara 19 Mayıs Stadyumu            | 19 130     | Gençlerbirliği, Ankaragücü and B.B. Ankaraspor |
| Hüseyin Avni Aker Stadyumu          | 21 500     | Trabzonspor                                    |
| Bursa Atatürk Stadyumu              | 19 700     | Bursaspor                                      |
| Konya Atatürk Stadyumu              | 19 440     | Konyaspor                                      |
| 5 Ocak Stadyumu                     | 19 000     | Adanaspor, Adana Demirspor                     |
| Eskișehir Atatürk Stadium           | 18 608     | Eskișehirspor                                  |
| Diyarbakır Atatürk Stadyumu         | 18 000     | Diyarbakırspor                                 |
| Kamil Ocak Stadyumu                 | 17 640     | Gaziantepspor                                  |
| Denizli Atatürk Stadyumu            | 17 500     | Denizlispor                                    |
| Kahramanmarașspor 12 Șubat Stadyumu | 15 000     | Kahramanmarașspor                              |
| Sakarya Atatürk Stadyumu            | 14 500     | Sakaryaspor                                    |
| İzmir Alsancak Stadium              | 14 000     | Altay, Karșıyaka                               |
| Samsun 19 Mayıs Stadyumu            | 13 500     | Samsunspor                                     |
| Rize Atatürk Stadyumu               | 10 957     | Çaykur Rizespor                                |
| Malatya Inönü Stadyumu              | 10 835     | Malatyaspor                                    |
| Güngören M.Yahya Baș Stadyumu       | 10 500     | Istanbulspor AS                                |
| Gaziosmanpașa Stadium               | 7 500      | Tokatspor                                      |
| Fatih Stadı                         | 6 200      | Akçaabat Sebatspor                             |

## Republica Turcă a Ciprului de Nord
| Stadion               | Capacitate | Club                               |
| --------------------- | ---------- | ---------------------------------- |
| Atatürk Stadı         | 28 000     | -                                  |
| Zafer Stadı           | 7 000      | -                                  |
| Dr. Fazıl Küçük Stadı | 7 000      | -                                  |
| 20 Temmuz Stadı       | 7 000      | Republica Turcă a Ciprului de Nord |

## Ucraina
| Stadion                            | Capacitate | Club                                                                 |
| ---------------------------------- | ---------- | -------------------------------------------------------------------- |
| Olimpiysky National Sports Complex | 70 000     | National team games and major Dynamo games (2008) (renovations)      |
| Donbass Arena                      | 51 504     | FC Shakhtar Donetsk                                                  |
| Stadionul Metalist                 | 38 633     | FC Metalist Kharkiv                                                  |
| Stadionul Cernomoreț               | 34 362     | FC Cernomoreț Odesa                                                  |
| Stadionul Shakhtar                 | 31 718     | FC Metalurh Donetsk (leasing from Shakhtar to accommodate more fans) |
| Stadionul Dnipro                   | 31 003     | FC Dnipro Dnipropetrovsk                                             |
| Stadionul Metalurh                 | 29 872     | FC Krivbas Krivi Rig                                                 |
| Stadionul Yuvileiny                | 29 300     | (auxiliary, used be home to FC Spartak Sumy)                         |
| Stadionul Ukraina                  | 28 051     | Karpatî Lviv (renovations)                                           |
| RSK Olimpiyskyi                    | 25 831     | FC Shakhtar Donetsk                                                  |
| Stadionul Vorskla                  | 25 000     | FC Vorskla Poltava                                                   |
| Nyva Stadion                       | 25 000     | FC Nyva-Svitanok Vinnytsia                                           |
| Stadium Meteor                     | 24 381     | FC Dnipro Dnipropetrovsk (old stadium, moved to Dnipro)              |
| SKA Stadium                        | 23 040     | FC Karpaty-2 Lviv                                                    |
| Avanhard Stadium                   | 22 320     | FC Zorya Luhansk                                                     |
| Avanhard Stadium                   | 20 000     | FC Veres Rivne                                                       |
| Lokomotiv Stadium                  | 19 978     | Tavria Simferopol                                                    |
| Stadion Tsentralnyi                | 18 500     | FC Nyva Ternopil                                                     |
| Stadionul Bucovina                 | 17 000     | Bucovina Cernăuți                                                    |
| Stadionul Lobanovsky Dynamo        | 16 873     | FC Dynamo Kyiv, Arsenal Koev, FC Dynamo-2 Kyiv                       |
| Rukh                               | 16 000     | FC Prykarpattya Ivano-Frankivsk                                      |
| Stadionul Illychivets              | 12 680     | Illiciveț Mariupol                                                   |
| Avanhard Stadium                   | 12 000     | FC Hoverla-Zakarpattia Uzhhorod                                      |
| Stadion Yuri Gagarin               | 12 000     | FC Desna Chernihiv                                                   |
| Stadionul CSK ZSU                  | 12 000     | FC CSKA Kyiv                                                         |
| Slavutych Arena                    | 11 983     | FC Metalurh Zaporizhya                                               |
| Avanhard Stadium                   | 11 574     | FC Volyn Lutsk                                                       |
| Stadionul Politechnik              | 11 400     | FC Kremin Kremenchuk                                                 |
| Central                            | 10 321     | FC Dnipro Cherkasy                                                   |

## United Kingdom
| Stadion              | Capacitate | Club                         |
| -------------------- | ---------- | ---------------------------- |
| Stadionul Wembley    | 90 000     | Anglia                       |
| Stadionul Millennium | 74 500     | Wales                        |
| Hampden Park         | 52 025     | Queen's Park and Scotland    |
| Windsor Park         | 12 950     | Linfield and Irlanda de Nord |

### Anglia
| Stadion                      | Capacitate | Club              |
| ---------------------------- | ---------- | ----------------- |
| Stadionul Wembley            | 90 000     | Anglia            |
| Old Trafford                 | 75 957     | Manchester United |
| Stadionul Emirates           | 60 338     | Arsenal           |
| St James' Park               | 52 387     | Newcastle United  |
| Stadium of Light             | 49 000     | Sunderland        |
| Stadionul City of Manchester | 48 500     | Manchester City   |
| Anfield                      | 45 632     | Liverpool         |
| Villa Park                   | 43 300     | Aston Villa       |
| Stamford Bridge              | 42 500     | Chelsea           |
| Goodison Park                | 40 569     | Everton           |

### Irlanda de Nord
| Stadion                          | Capacitate | Club                             |
| -------------------------------- | ---------- | -------------------------------- |
| The Oval                         | 25 556     | Glentoran F.C.                   |
| Windsor Park                     | 12 950     | Linfield, Irlanda de Nord        |
| Ballymena Showgrounds            | 8 000      | Ballymena United                 |
| Stadionul New Grosvenor          | 8 000      | Lisburn Distillery               |
| Shamrock Park                    | 8 000      | Portadown                        |
| Stadionul Brandywell             | 7 700      | Derry City                       |
| Seaview                          | 6 500      | Crusaders                        |
| The Showgrounds                  | 6 500      | Coleraine                        |
| The Showgrounds                  | 6 500      | Newry City                       |
| Inver Park                       | 6 000      | Larne                            |
| Solitude                         | 6 000      | Cliftonville                     |
| Taylors Avenue                   | 6 000      | Carrick Rangers                  |
| Dixon Park                       | 5 333      | Ards, Ballyclare Comrades        |
| Mourneview Park                  | 5 000      | Glenavon                         |
| Donegal Celtic Park              | 4 200      | Donegal Celtic                   |
| Holm Park                        | 3 000      | Armagh City                      |
| Lakeview Park                    | 3 000      | Loughgall                        |
| Riverside Stadium (YMCA Grounds) | 3 000      | Institute                        |
| Stangmore Park                   | 3 000      | Dungannon Swifts                 |
| Tillysburn Park                  | 3 000      | H&W Welders                      |
| Clandeboye Park                  | 2 850      | Bangor                           |
| Wilgar Park                      | 2 500      | Dundela                          |
| Allen Park                       | 2 000      | Chimney Corner                   |
| Ferney Park                      | 2 000      | Ballinamallard United            |
| Hagan Park                       | 2 000      | Coagh United                     |
| Mill Meadow                      | 2 000      | Wakehurst, Moyola Park           |
| Stadionul Riada                  | 2 000      | Glebe Rangers, Ballymoney United |
| Crystal Park                     | 1 500      | Banbridge Town                   |
| Fortwilliam Park                 | 1 500      | Tobermore United                 |
| Newforge Lane                    | 1 500      | Queens University Belfast, PSNI  |
| The Showgrounds (Limavady)       | 1 500      | Limavady United                  |
| Tandragee Road                   | 1 250      | Annagh United                    |
| Darragh Park                     | 1 200      | Dergview                         |
| Knockrammer Park                 | 1 000      | Lurgan Celtic                    |
| Mid Ulster Sports Arena          | 1 000      | Killymoon Rangers                |
| Seahaven                         | 500        | Portstewart                      |
| Glen Road Heights                | 400        | Sport & Leisure Swifts           |
| Upper Braniel                    | 300        | Knockbreda Parish                |
| Milltown Playing Fields          | 280        | Warrenpoint Town                 |

### Scotland
| Stadion            | Capacitate | Club/Team                    |
| ------------------ | ---------- | ---------------------------- |
| Celtic Park        | 60,355     | Celtic                       |
| Hampden Park       | 52,025     | Queen's Park and Scotland    |
| Ibrox Stadium      | 51,082     | Rangers                      |
| Pittodrie Stadium  | 21,421     | Aberdeen                     |
| Easter Road        | 20,421     | Hibernian                    |
| Rugby Park         | 18,128     | Kilmarnock                   |
| Tynecastle Stadium | 17,529     | Heart of Midlothian          |
| Meadowbank Stadium | 16,000     | Edinburgh City               |
| Tannadice Park     | 14,229     | Dundee United                |
| Fir Park           | 13,677     | Motherwell                   |
| Cappielow Park     | 11,589     | Greenock Morton              |
| Dens Park          | 11,506     | Dundee                       |
| East End Park      | 11,480     | Dunfermline Athletic         |
| McDiarmid Park     | 10,696     | St. Johnstone                |
| Somerset Park      | 10,185     | Ayr United                   |
| New Broomfield     | 10,170     | Airdrieonians                |
| Firhill Stadium    | 10,102     | Partick Thistle              |
| Almondvale Stadium | 9,865      | Livingston                   |
| Falkirk Stadium    | 8,750      | Falkirk                      |
| Stark's Park       | 8,473      | Raith Rovers                 |
| St. Mirren Park    | 8,023      | St. Mirren                   |
| Broadwood Stadium  | 7,936      | Clyde                        |
| Caledonian Stadium | 7,800      | Inverness Caledonian Thistle |
| Palmerston Park    | 7,620      | Queen of the South           |
| Station Park       | 6,777      | Forfar Athletic              |
| Gayfield Park      | 6,600      | Arbroath                     |
| Victoria Park      | 6,541      | Ross County                  |
| New Douglas Park   | 6,078      | Hamilton Academical          |
| Adamslie Park      | 5,500      | Kirkintilloch Rob Roy        |
| Victoria Park      | 5,000      | Buckie Thistle               |

### Wales
| Stadion                | Capacitate | Club           |
| ---------------------- | ---------- | -------------- |
| Stadionul Millennium   | 74 500     | Wales          |
| Stadionul Cardiff City | 26 828     | Cardiff City   |
| Stadionul Liberty      | 20 520     | Swansea City   |
| Racecourse Ground      | 15 500     | Wrexham        |
| Park Avenue            | 5 500      | Aberystwyth    |
| Stadionul Newport      | 4 300      | Newport County |
| Belle Vue              | 4 000      | Rhyl           |
| Stebonheath Park       | 3 700      | Llanelli       |
| Y Traeth               | 3 500      | Porthmadog     |

## Statele Unite
| Stadion                                    | Capacitate | Club(s)                                         |
| ------------------------------------------ | ---------- | ----------------------------------------------- |
| The Home Depot Center                      | 27 000     | Los Angeles Galaxy and C.D. Chivas USA          |
| Red Bull Arena                             | 25 189     | New York Red Bulls                              |
| Stadionul Columbus Crew                    | 22 555     | Columbus Crew                                   |
| Stadionul BBVA Compass                     | 22 039     | Houston Dynamo                                  |
| Pizza Hut Park                             | 21 193     | FC Dallas                                       |
| Stadionul Rio Tinto                        | 20 000     | Real Salt Lake                                  |
| Toyota Park                                | 20 000     | Chicago Fire                                    |
| Jeld-Wen Field                             | 18 676     | Portland Timbers                                |
| Dick's Sporting Goods Park                 | 18 500     | Colorado Rapids                                 |
| PPL Park                                   | 18 500     | Philadelphia Union                              |
| Livestrong Sporting Park                   | 18 467     | Sporting Kansas City                            |
| PAETEC Park                                | 17 500     | Rochester Raging Rhinos                         |
| Stadionul Juan Ramon Loubriel              | 12 500     | Puerto Rico Islanders                           |
| Virginia Beach Sportsplex                  | 10 000     | Virginia Beach Mariners                         |
| Stadionul Kennesaw State University Soccer | 8 318      | Atlanta Beat and Kennesaw State Owls            |
| Klöckner Stadium                           | 7 906      | Virginia Cavaliers                              |
| SAS Soccer Park                            | 7 047      | Carolina RailHawks FC and Cary RailHawks U23's  |
| Riggs Field                                | 6 500      | Clemson Tigers                                  |
| Stadionul Kuntz                            | 6 000      | F.C. Indiana (WPSL) and F. C. Indiana (NPSL)    |
| Stadionul Morrison                         | 6 000      | Creighton Blue Jays                             |
| Eugene E. Stone III Stadium                | 5 700      | South Carolina Gamecocks                        |
| Stadionul Legion                           | 5 300      | Wilmington Hammerheads                          |
| Stadionul Blackbaud                        | 5 113      | Charleston Battery                              |
| Fetzer Field                               | 5 025      | North Carolina Tar Heels                        |
| Silverbacks Park                           | 5 000      | Atlanta Silverbacks                             |
| Invaders Soccer Complex                    | 4 985      | Indiana Invaders                                |
| Stadionul Kraze and Krush                  | 3 666      | Central Florida Kraze and Central Florida Krush |
| Stadionul Lusitano                         | 3 000      | Western Mass Pioneers                           |
| Starfire Sports Complex                    | 2 500      | Seattle Sounders                                |
| Busch Field                                | 2 271      | Virginia Legacy and William and Mary Tribe      |
| Stadionul City Park                        | 1 845      | Westchester Flames FC                           |
| Ezell Park                                 | 1 317      | Nashville Metros                                |

## Uruguay
| Stadion                                  | Capacitate | Club                                   |
| ---------------------------------------- | ---------- | -------------------------------------- |
| Estadio Centenario                       | 73 609     | Uruguay                                |
| Estadio Atilio Paiva Olivera             | 30 000     | Frontera Rivera                        |
| Estadio Luis Tróccoli                    | 30 000     | Cerro                                  |
| Estadio Parque Artigas                   | 25 000     | Paysandú Bella Vista and Paysandú F.C. |
| Estadio Domingo Burgueño                 | 25 000     | Deportivo Maldonado                    |
| Estadio Gran Parque Central              | 20 000     | Nacional                               |
| Estadio Luis Franzini                    | 18 000     | Defensor Sporting                      |
| Jardines del Hipódromo                   | 16 000     | Danubio                                |
| Estadio José Nasazzi                     | 15 000     | Bella Vista                            |
| Estadio Charrúa                          | 12 000     | Uruguay alternate stadium              |
| Estadio Contador Damiani aka Las Acacias | 12 000     | Peñarol                                |
| Estadio Viera                            | 10 000     | Montevideo Wanderers                   |
| Estadio Goyenola                         | 10 000     | Tacuarembó                             |
| Estadio Saroldi                          | 10 000     | River Plate                            |
| Estadio Parque Artigas Las Piedras       | 10 000     | Juventud de Las Piedras                |
| Estadio Supicci                          | 10 000     | Plaza Colonia                          |
| Estadio Complejo Rentistas               | 10 000     | CA Rentistas                           |
| Estadio Parque Capurro                   | 10 000     | Centro Atlético Fénix                  |
| Estadio Olímpico                         | 10 000     | Rampla Juniors                         |
| Estadio Belvedere                        | 10 000     | Liverpool                              |